# 드럼 세트
드럼 키트(drum kit) 또는 드럼 세트(drum set) (또한 트랩 세트 또는 대중음악 및 재즈 분야에서는 단순히 드럼으로도 알려져 있음)는 한 사람이 연주할 수 있도록 구성된 북, 심벌즈 및 때때로 기타 보조 타악기 모음이다. 드럼 연주자는 일반적으로 한 쌍의 일치하는 북채 또는 특수 와이어 또는 나일론 브러시를 잡고 발을 사용하여 하이햇 및 큰북 페달을 조작한다.
표준 키트는 일반적으로 다음으로 구성된다.
- 작은북 스탠드에 장착된 작은북
- 하나 이상의 발 조작 페달로 움직이는 비터로 연주되는 큰북
- 랙 톰 또는 플로어 톰을 포함한 하나 이상의 톰톰
- 라이드 심벌즈 및 크래시 심벌즈를 포함한 하나 이상의 심벌즈
- 발 조작 페달로 연주할 수 있는 한 쌍의 하이햇 심벌즈

드럼 키트는 표준 리듬 섹션의 일부이며 록 음악과 팝 음악부터 블루스와 재즈에 이르기까지 다양한 종류의 대중음악과 전통 음악 스타일에 사용된다.

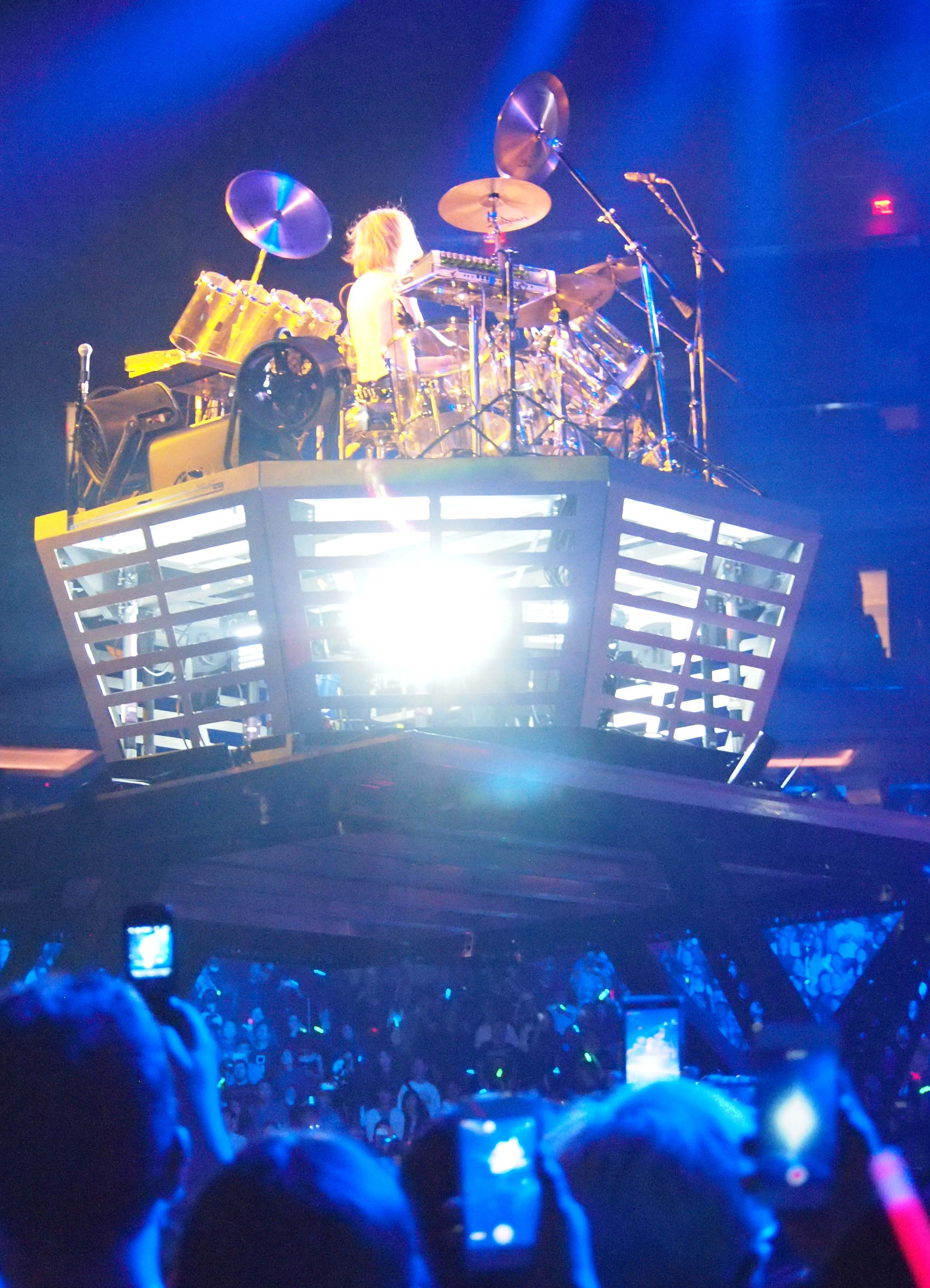
일본 비주얼 록 드럼 연주자 YOSHIKI의 매디슨 스퀘어 가든 드럼 라이저

## 역사

### 초기 개발
고전적인 드럼 키트가 개발되기 전에는 군악대나 오케스트라에서 사용되는 드럼과 심벌즈가 서로 다른 타악기 연주자에 의해 개별적으로 연주되었다. 1840년대에 타악기 연주자들은 두 개 이상의 악기를 연주할 수 있도록 발 페달을 실험하기 시작했지만, 이러한 장치들은 이후 75년 동안 대량 생산되지 않았다. 1860년대에 이르러 타악기 연주자들은 여러 드럼을 키트로 결합하기 시작했다. 큰북, 작은북, 심벌즈 및 기타 타악기들은 모두 손으로 잡는 북채로 연주되었다. 뮤지컬 극장의 드럼 연주자들은 피트 오케스트라 예산이 충분한 타악기 연주자 팀을 구매하기에 부족하여 종종 제한되었던 무대 쇼에 출연했다. 이것은 한 사람이 여러 타악기 연주자를 대체할 수 있는 기술과 장치를 개발하여 드럼 키트의 탄생에 기여했다.
더블 드러밍은 한 사람이 큰북과 작은북을 북채로 모두 연주하고 심벌즈는 "로우-보이"에 발을 탭하여 연주할 수 있도록 개발되었다. 이 방식에서 큰북은 일반적으로 1박과 3박(4분의 4박자에서)에 연주되었다. 음악은 처음에는 행군하는 병사들을 반주하기 위해 고안되었지만, 이 간단하고 직접적인 드럼 연주 방식은 단순한 행군 비트가 더 당김음이 되면서 래그타임 음악의 탄생으로 이어졌다. 이로 인해 더 큰 스윙 음악과 댄스 느낌이 생겨났다. 드럼 키트는 처음에는 "트랩 세트"라고 불렸고, 1800년대 후반부터 1930년대까지 드럼 연주자는 "트랩 드러머"라고 불렸다. 1870년대에 이르러 드럼 연주자들은 오버행 페달을 사용했다. 1870년대 대부분의 드럼 연주자들은 오버행 페달을 사용하는 대신 여러 드럼을 연주하기 위해 페달 없이 더블 드러밍을 하는 것을 선호했다. 1904년 또는 1905년에 뉴올리언스의 드럼 연주자 에드워드 "디 디" 챈들러(Edward "Dee Dee" Chandler)의 페달 시스템과 같은 회사들은 페달 시스템을 특허 등록했다. 이로 인해 큰북이 서 있는 타악기 연주자들이 발로 연주하게 되었고, "킥 드럼"이라는 용어가 생겨났다.
윌리엄 F. 루드비히 시니어와 그의 형제 테오발트는 1909년에 루드비히 앤 루드비히 컴퍼니를 설립하고 최초로 상업적으로 성공한 큰북 페달 시스템의 특허를 등록했다.
1912년에 드럼 연주자들은 북채를 사용하는 더 큰 소리가 다른 악기를 압도할 수 있었기 때문에 북채를 와이어 브러시로, 나중에는 금속 파리채로 대체했다.

### 20세기
제1차 세계 대전 무렵 드럼 키트는 종종 마칭 밴드 스타일의 큰북에 많은 타악기들이 주변에 놓이거나 매달려 있었다. 드럼 키트는 재즈, 특히 딕시랜드의 핵심 부분이 되었다. 현대 드럼 키트는 1920년대 뉴올리언스의 보드빌 시대에 개발되었다.
베이비 도즈, 주티 싱글턴, 레이 보둑과 같은 드럼 연주자들은 행진 리듬의 아이디어를 가져와 큰북, 작은북, 그리고 "트랩" – 이민자 집단과 관련된 타악기를 지칭하는 용어(미니어처 심벌즈, 톰톰, 카우벨, 우드블록 등을 포함)를 결합했다. 그들은 이러한 요소들을 수십 년 동안 인기를 끌었던 래그타임에 통합하기 시작했고, 재즈 드럼 연주 스타일로 발전하는 접근 방식을 만들었다.
뮤지컬 피트 오케스트라의 예산 제약과 공간 제약으로 인해 밴드 리더들은 타악기 연주자들이 더 많은 타악기 파트를 담당하도록 압력을 가했다. 중국 톰톰을 지탱하고 작은북과 심벌즈를 위한 스윙 아웃 스탠드를 가진 금속 콘솔이 개발되었다. 콘솔 위에는 휘슬, 클랙슨, 카우벨 등과 같은 물품을 보관하는 데 사용되는 "컨트랩션" 트레이(줄여서 "트랩")가 있었다. 이러한 키트들은 "트랩 키트"라고 불렸다. 하이햇 스탠드는 1926년경에 출시되었다.
1918년에 루이 암스트롱과 함께 미시시피강 리버보트에서 연주했던 베이비 도즈는 군악대 구성을 수정하여 우드블록 대신 드럼 림을 연주하는 것을 실험하고 (당시에는 흔하지 않았던) 북채로 심벌즈를 치고 큰북 위에 사이드 심벌을 추가했는데, 이것은 라이드 심벌즈로 알려지게 되었다. 윌리엄 루드비히는 도즈의 드럼 연주를 관찰한 후 "삭(sock)" 또는 초기 로우-마운트 하이햇을 개발했다. 도즈는 루드비히에게 새로 생산된 로우-햇 심벌을 9인치 높여 연주하기 쉽게 해달라고 요청했고, 이로써 현대적인 하이햇 심벌이 탄생했다. 도즈는 현대 라이드 심벌즈 연주의 표준 리듬이 된 브로큰-트리플릿 비트를 연주한 최초의 드럼 연주자 중 한 명이었다. 그는 또한 차이나 심벌즈의 사용을 대중화했다. 녹음 기술이 조악했기 때문에 큰 소리는 녹음을 왜곡시킬 수 있었다. 이를 해결하기 위해 도즈는 심벌즈와 드럼 스킨의 더 조용한 대안으로 우드블록과 드럼 림을 사용했다.
1920년대에는 프리랜서 드럼 연주자들이 쇼, 콘서트, 극장, 클럽에서 다양한 장르의 댄서와 음악가를 지원하기 위해 고용되었다. 무성 영화 반주를 위해 오케스트라가 고용되었고, 드럼 연주자는 음향 효과를 제공할 책임이 있었다. 1920년대의 악보를 보면 드럼 연주자의 세트가 다양한 연주를 지원하기 위해 크기가 발전하기 시작했음을 알 수 있다. 그러나 1930년경에는 오디오가 포함된 영화가 더욱 인기를 얻었고, 많은 영화가 사전 녹음된 사운드트랙으로 반주되었다. 이 기술 혁신으로 인해 음향 효과 전문가로 일하던 수천 명의 드럼 연주자들이 실직했다. 일부 드럼 연주자들은 이러한 영화 사운드트랙의 폴리 아티스트로 일하게 되었다.

## 연주

### 그루브
드럼 키트 연주는 보컬과 다른 악기를 반주하거나 드럼 솔로를 연주하는지에 관계없이 두 가지 요소로 구성된다.
- 기본 시간 느낌을 설정하고 노래의 리듬 프레임워크를 제공하는 그루브(예: 백비트 또는 로사나 셔플). 그루브는 노래의 분위기를 설정할 수 있다.
- 다양성을 제공하고 드럼 사운드에 흥미를 더하는 드럼 필 및 기타 꾸밈음 및 변주곡. 필은 음악 섹션의 끝에 스팅을 포함하거나 드럼 쇼피스의 역할을 할 수 있다.

### 필
필 또는 필-인은 노래에서 반복적인 리듬 패턴을 벗어나는 부분이다. 드럼 필은 한 절의 끝과 다른 절 또는 코러스의 시작 사이의 공간을 "채우는" 데 사용될 수 있다. 필은 톰이나 스네어에 몇 번의 간단한 스트로크를 하는 것부터 하이햇에서 연주되는 독특한 리듬, 또는 몇 마디 길이의 짧은 기교적인 드럼 솔로에 이르기까지 다양하다. 음악에 흥미와 변화를 더하는 것 외에도, 필은 노래 섹션의 중요한 변화를 나타내고 서로 연결하는 중요한 기능을 수행한다. 보컬 큐는 가수의 곡 시작을 알리는 짧은 드럼 필이다. 1박에 심벌즈 크래시로 끝나는 필은 종종 코러스나 절로 이어지는 데 사용된다.

### 드럼 솔로
드럼 솔로는 다른 악기 없이 드럼을 강조하는 악기 섹션이다. 다른 악기 솔로는 일반적으로 다른 리듬 섹션 악기(예: 베이스 기타 및 일렉트릭 기타)의 반주를 받지만, 대부분의 드럼 솔로에서는 다른 밴드 멤버들이 연주를 멈추고 드럼 연주자에게 모든 초점을 맞춘다. 일부 드럼 솔로에서는 다른 리듬 섹션 연주자들이 특정 지점에서 "펀치"를 연주할 수 있다. – 갑작스럽고 짧은 시간 동안의 큰 코드. 드럼 솔로는 재즈에서 흔하지만 록 음악 장르, 예를 들어 헤비 메탈 및 프로그레시브 록에서도 사용된다. 드럼 솔로 동안 드럼 연주자는 어느 정도 창의적인 자유를 가지며, 앙상블에는 부적합할 수 있는 복잡한 폴리리듬을 사용할 수 있다. 라이브 콘서트에서 드럼 연주자는 녹음에서는 드럼 솔로가 드물더라도 확장된 드럼 솔로를 부여받을 수 있다.

### 그립

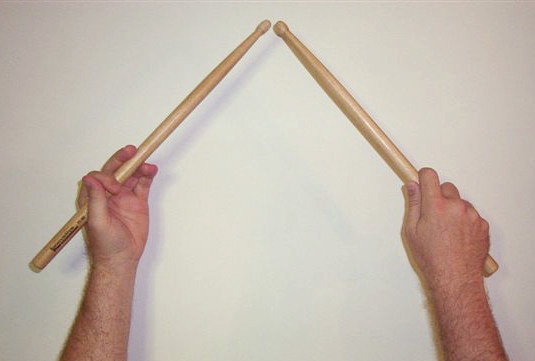
전통적인 그립으로 잡은 북채 한 쌍.

대부분의 드럼 연주자는 두 가지 유형의 그립 중 하나로 북채를 잡는다.
1. 전통적인 그립, 또는 클래식 그립은 원래 행진 앙상블에서 스네어 드럼을 연주하기 위해 개발된 것으로, 오른손은 오버핸드 그립으로, 왼손은 언더핸드 그립으로 북채를 잡는 것이 가장 일반적이다.
2. 매치드 그립은 양손으로 북채를 같은 방식으로 잡고 손바닥이 아래를 향하도록 한다. 매치드 그립은 현대 드럼 연주자들 사이에서 훨씬 더 인기가 많다.

## 구성 요소

### 드럼

#### 큰북
큰북(또는 "킥 드럼")은 가장 낮은 음정의 드럼이며, 일반적으로 기본적인 박자 패턴으로 비트 또는 타이밍 요소를 제공한다. 일부 드럼 연주자는 두 개 이상의 큰북 또는 단일 큰북에 더블 페달을 사용할 수 있으며, 이를 통해 드럼 연주자는 하나의 드럼으로 더블 베이스 드럼 스타일을 연주할 수 있다. 이는 녹음/공연 공간을 절약하고 설치, 해체 및 운반 시간을 단축시킨다. 더블 베이스 드러밍은 헤비 메탈 및 프로그레시브 록을 포함한 특정 장르에서 사용되는 기술이다.

#### 작은북

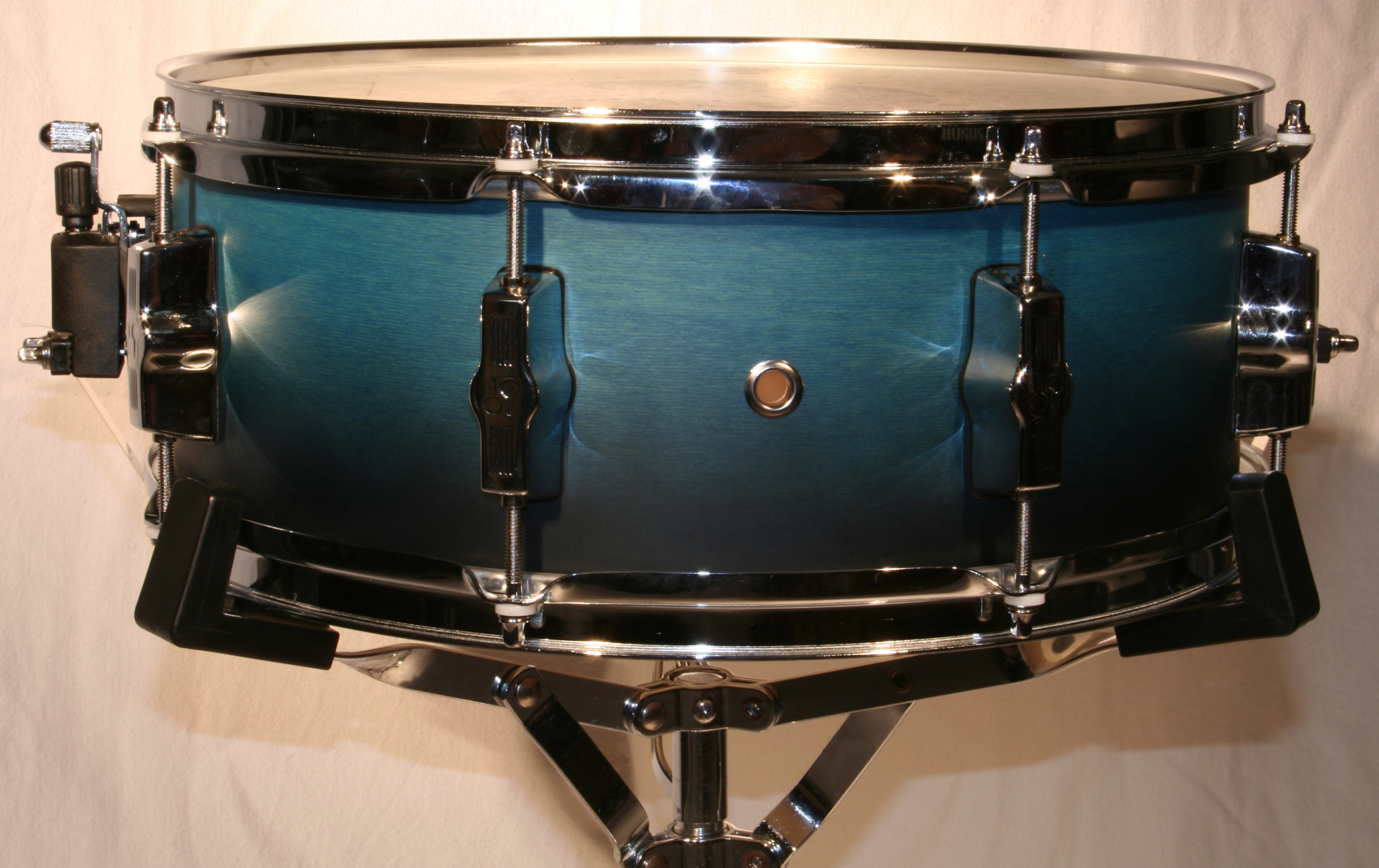
현대 경량 작은북 스탠드에 놓인 작은북

작은북은 백비트를 제공한다. 이런 식으로 적용될 때, 작은북은 비우세한 손으로 연주되는 강하고 규칙적인 악센트를 제공하며, 많은 드럼 필의 기반이 된다. 독특한 사운드는 바닥 헤드(스네어 헤드라고도 함)에 대해 장력으로 고정된 단단한 금속 와이어 침대에 기인한다. 상단 헤드(배터 헤드라고도 함)가 북채로 쳐지면 스네어 와이어가 진동하여 북채가 배터 헤드를 치는 소리와 함께 날카롭고 스타카토적인 윙윙거리는 소리를 만들어낸다. 일부 드럼 연주자는 백비트에서 다양한 소리를 내기 위해 보조 작은북으로 키트에 두 개 이상의 작은북을 사용할 수 있다.

#### 톰

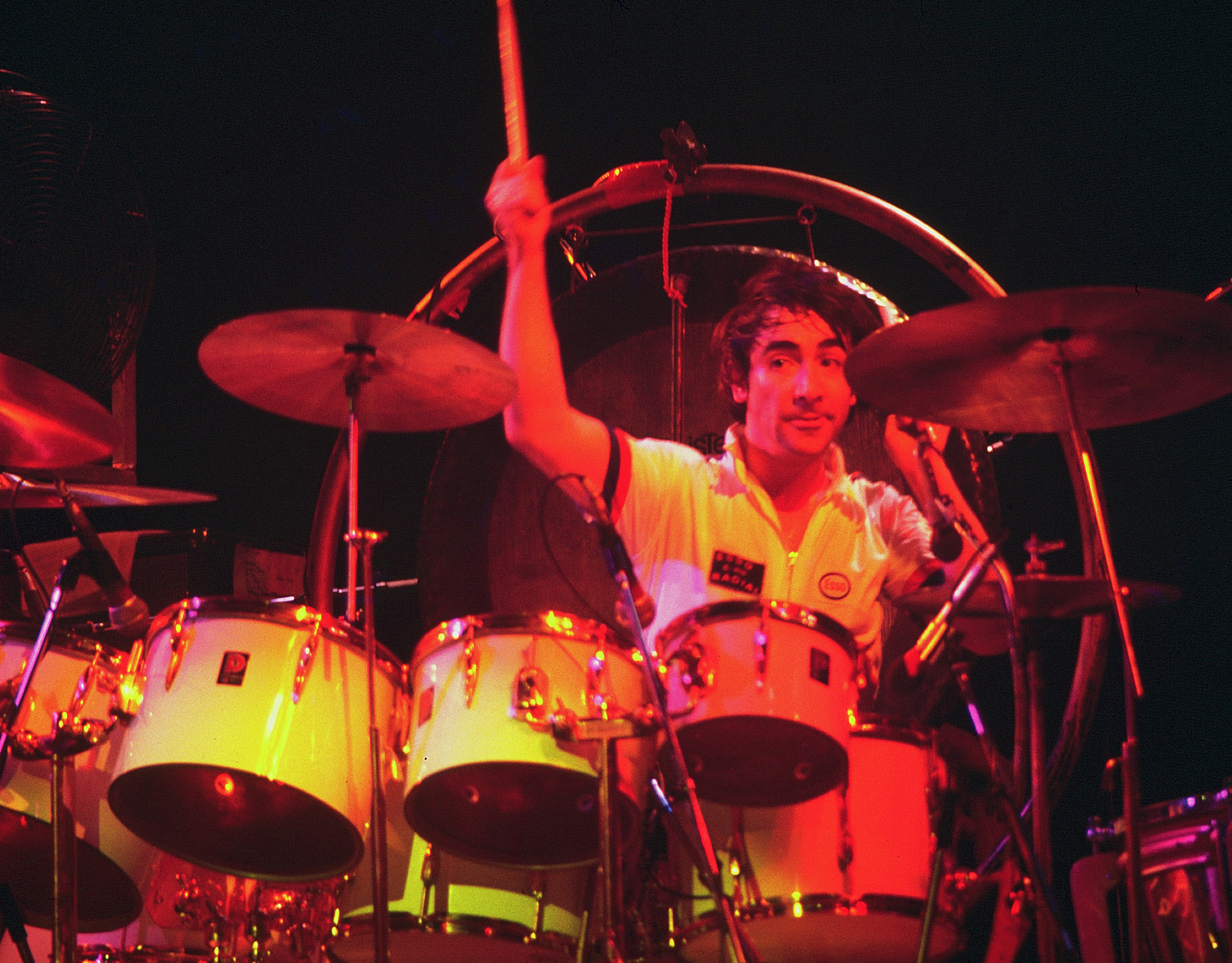
더 후의 키스 문이 콘서트 톰과 기존 톰을 섞어 연주하고 있다. 1975년

톰톰은 스네어가 없는 드럼으로, 북채(또는 음악 스타일에 필요한 도구)로 연주되며 대부분의 키트에서 가장 많은 드럼이다. 대부분의 드럼 필과 솔로를 제공한다.
포함되는 것은 다음과 같다.
- 다양한 직경과 깊이의 전통적인 더블 헤드 랙 톰
- 플로어 톰(일반적으로 가장 넓고 큰 톰으로, 가장 낮은 음정의 톰이기도 하다)
- 싱글 헤드 콘서트 톰
- 로토톰

스네어가 없는 가장 작고 큰 드럼(옥토반 및 공 드럼)은 때때로 톰으로 간주된다. 일반적인 구성의 이름 지정(4피스, 5피스 등)은 톰의 수를 반영하는 경우가 많다. 일반적으로 드럼만 세고, 이러한 구성은 모두 하나의 스네어와 하나 이상의 큰북을 포함하며(두 개의 큰북/킥 드럼의 표준화된 사용은 드물지만), 나머지는 일반적으로 톰으로 구성된다.

#### 기타 드럼

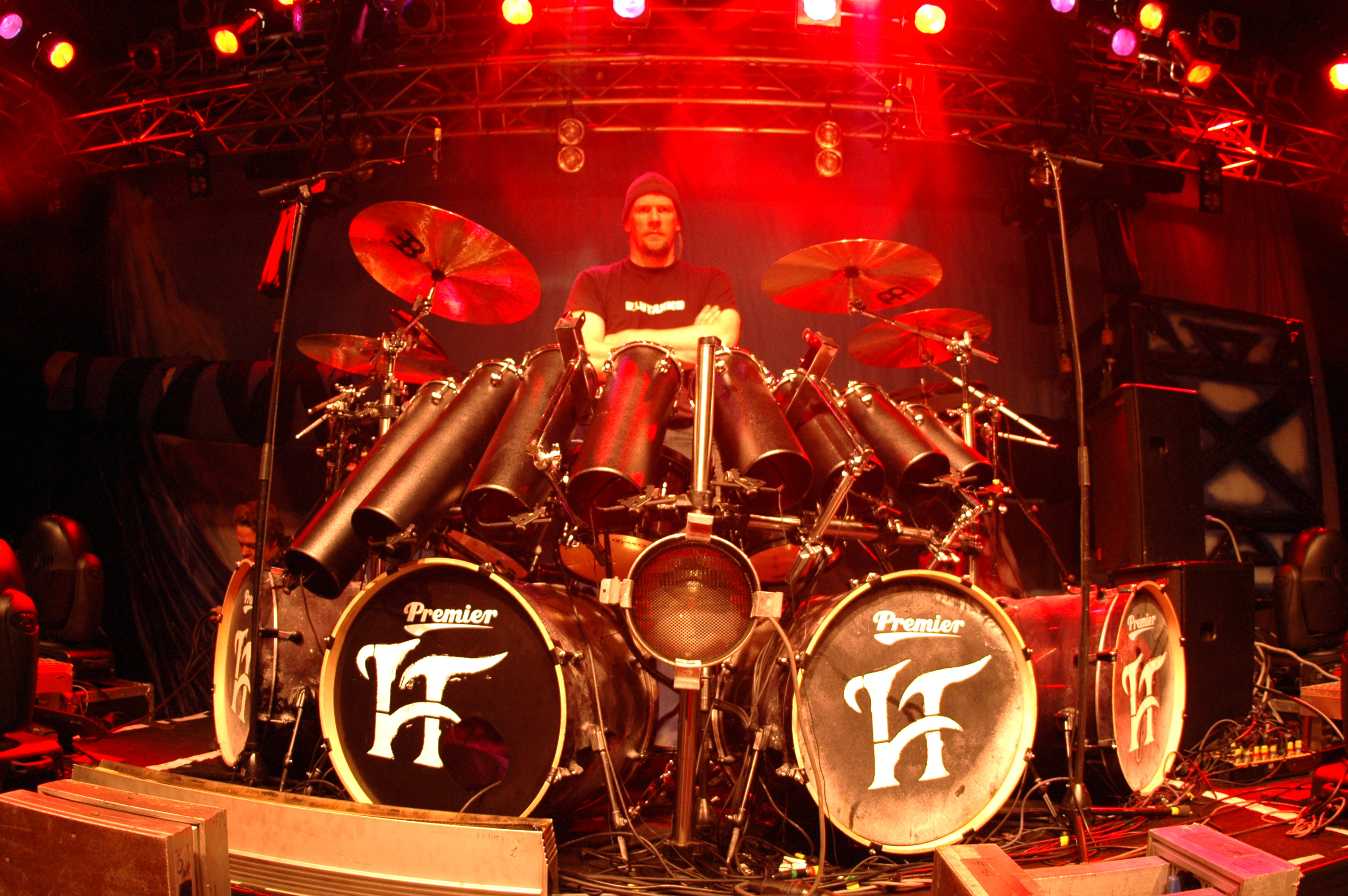
안데르스 요한손과 옥토반 배열

옥토반은 드럼 키트용으로 설계된 작은 톰으로, 주로 깊이가 깊고 직경이 작아 톰 음역을 높인다. 로켓 톰 및 튜브 톰이라고도 불린다.
팀발레스는 같은 직경의 톰보다 훨씬 높게 튜닝되며, 일반적으로 금속으로 된 드럼 쉘을 가지고 있고, 매우 가볍고 얇은, 테이퍼가 없는 스틱으로 연주된다. 팀발레스는 라틴 음악에서 더 흔하다. 얇은 헤드와 톰과는 매우 다른 음색을 가지고 있지만, 일부 드럼 연주자/타악기 연주자들은 톰 음역을 높이는 데 사용한다. 또는 톰 헤드를 장착하고 얕은 콘서트 톰으로 튜닝할 수 있다.
어택 팀발레스와 미니 팀발레스는 드럼 키트 사용을 위해 직경이 줄어든 팀발레스이며, 더 작은 직경은 동일한 피치와 헤드 장력을 제공하는 더 두꺼운 헤드를 허용한다. 2010년대의 장르와 더 전통적인 형태의 라틴, 레게 및 기타 여러 스타일에서 알아볼 수 있다.
공 (악기) 드럼은 드럼 키트의 드문 확장이다. 이 단면 장착 드럼은 큰북과 비슷하게 생겼지만(직경 약 20-24인치) 발로 조작하는 페달 대신 스틱으로 연주되므로 플로어 톰과 동일한 목적을 가진다.
대부분의 핸드 드럼은 금속 드럼 림으로 보호되지 않는 헤드와 베어링 엣지에 손상 위험 없이 북채로 연주할 수 없다. 드럼 키트에서 사용하려면 금속 드럼 헤드를 장착하고 조심스럽게 스틱으로 연주하거나 손으로 연주할 수 있다.

### 심벌즈

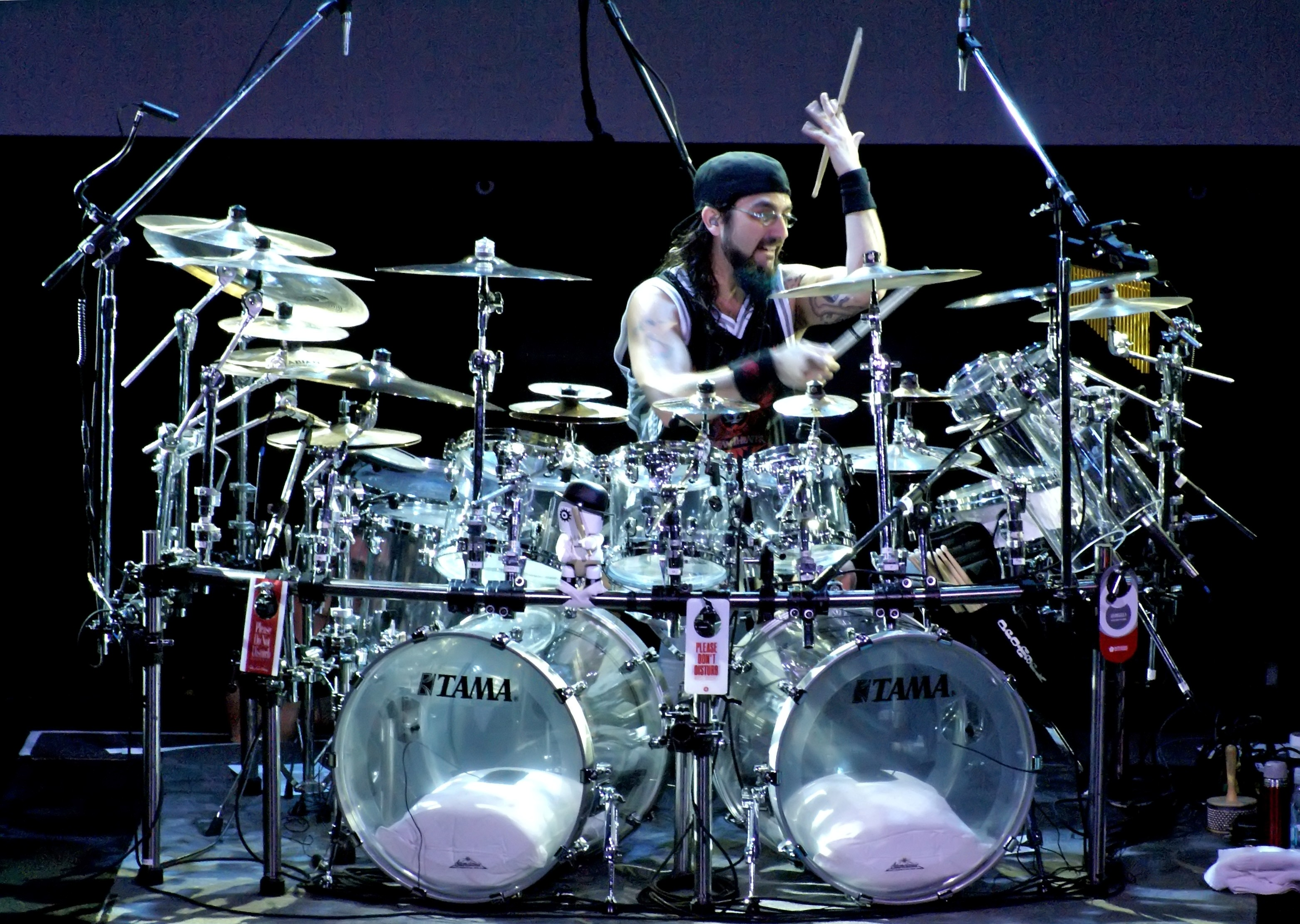
드림 시어터의 드럼 연주자 마이크 포트노이와 다양한 심벌즈. 2008년 3월 7일 리우데자네이루

대부분의 드럼 키트와 드럼/타악기 키트에서 심벌즈는 드럼만큼이나 중요하다. 음악에서 가장 오래된 몸울림악기는 심벌즈이며, 청동기 시대 초기에 고대 근동 전역에서 사용되었다. 심벌즈는 주로 터키와 터키 장인 정신과 관련이 있으며, 질지앙은 1623년부터 심벌즈를 만들어 왔다.
대부분의 드럼 연주자들은 심벌즈를 개별적으로 구매하지만, 초보 드럼 연주자를 위한 심벌즈 팩이 시장에 출시되었다. 이 키트들은 일반적으로 라이드 심벌즈 하나, 크래시 심벌즈 하나, 그리고 하이햇 한 쌍 등 네 개의 심벌즈를 포함한다. 일부는 라이드 심벌즈와 크래시 심벌즈를 따로 사용하는 대신 크래시/라이드 심벌즈를 사용하여 세 개의 심벌즈만 포함한다. 크기는 아래 일반적인 구성에 제시된 크기를 따른다. 대부분의 드럼 연주자들은 다른 크래시 심벌즈, 스플래시 심벌즈, 차이나 심벌즈 또는 이펙트 심벌즈를 추가하여 일반적인 구성을 확장한다.

#### 라이드 심벌즈
라이드 심벌즈는 음악이 요구하는 대로 매 박자 또는 더 자주 일정한 리듬 패턴을 유지하는 데 가장 자주 사용된다. 이 라이드 기술의 개발은 일반적으로 재즈 드럼 연주자 베이비 도즈에게 기인한다.
대부분의 드럼 연주자는 지배적인 손 가까이에 하나의 주요 라이드 심벌즈를 가지고 있다. – 정기적으로 사용되기 때문에 쉽게 연주할 수 있는 범위 안에 있다. – 일반적으로 직경 20~22인치이지만, 직경 16~26인치도 흔하지 않다. 일반적으로 다른 악기 소리를 뚫고 나오는 소리를 내는 중간-무거운 무게에서 무거운 무게의 심벌즈이다. 일부 드럼 연주자는 재즈, 가스펠 또는 발라드/포크 사운드에 특히 스위시 심벌즈, 시즐 심벌즈 또는 기타 이국적이거나 더 가벼운 금속 라이드를 키트의 주요 라이드 또는 유일한 라이드로 사용한다. 1960년대에 비틀즈의 링고 스타는 특히 기타 솔로 중에 시즐 심벌즈를 두 번째 라이드로 사용했다.

#### 하이햇

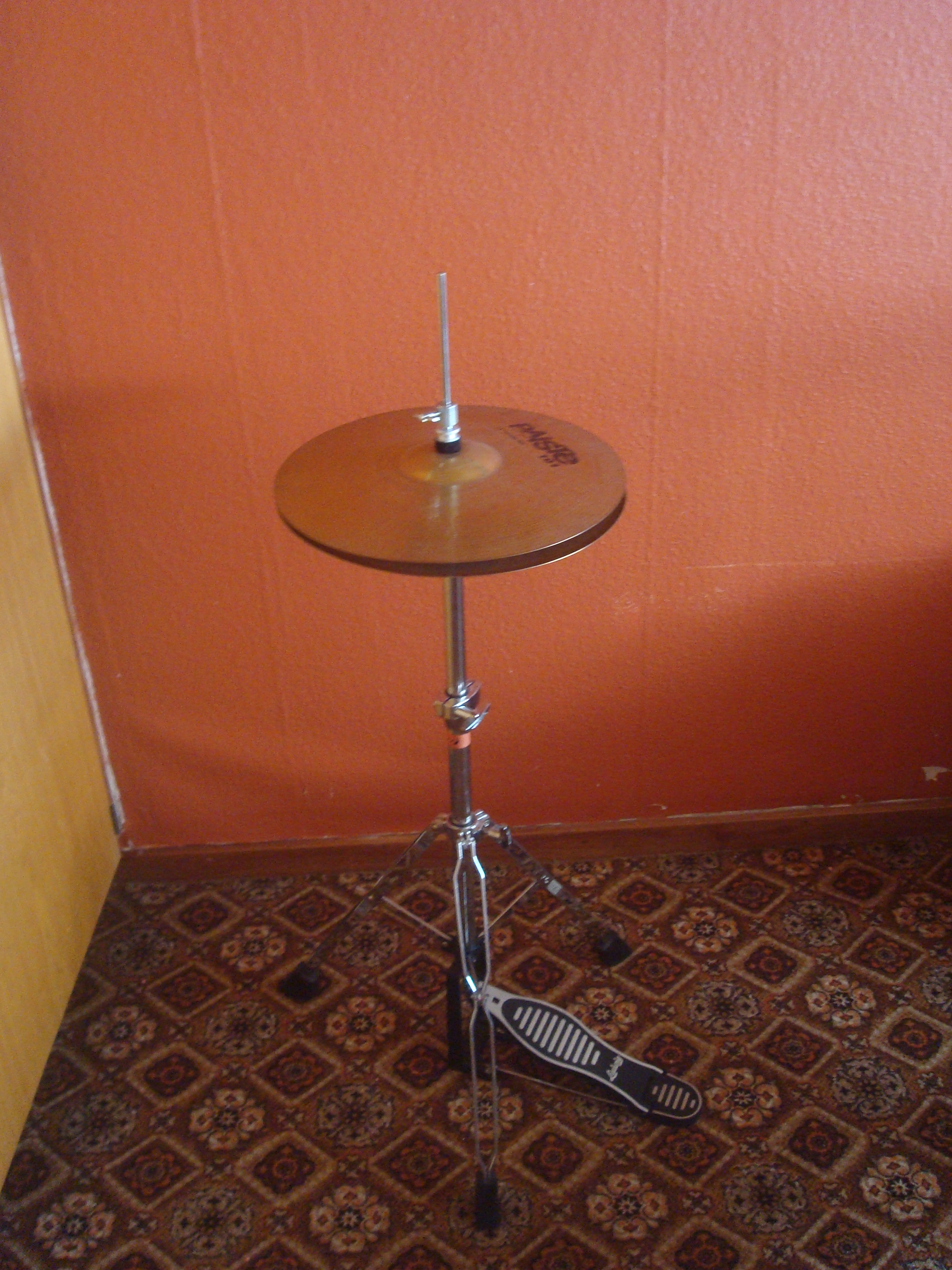
페달로 작동하는 스탠드에 장착된 두 개의 하이햇 심벌즈. 이를 통해 드럼 연주자는 심벌즈를 닫거나 열 수 있다.

하이햇 심벌즈("햇"이라고도 불림)는 두 개의 심벌즈가 거꾸로 장착되어 바닥면이 서로 마주 보도록 되어 있으며, 접이식 지지대 다리가 있는 속이 빈 금속 지지 실린더에 장착되어 지지 실린더를 수직으로 유지한다. 큰북처럼 하이햇에는 발 페달이 있다. 아래쪽 심벌즈는 고정되어 있다. 위쪽 심벌즈는 속이 빈 심벌즈 스탠드에 삽입되는 얇은 막대에 장착되어 있다. 얇은 막대는 발 페달에 연결되어 있다. 발 페달을 밟으면 얇은 막대가 아래로 움직여 위쪽 심벌즈가 움직여 아래쪽을 친다. 발을 페달에서 떼면 페달의 스프링 장치로 인해 위쪽 심벌즈가 올라간다. 하이햇은 하나 또는 두 개의 북채로 심벌즈를 치거나 발 페달로 심벌즈를 닫고 여는 것만으로 소리를 낼 수 있다. 발만으로 하이햇에서 리듬을 만들 수 있는 능력은 드럼 연주자의 소리 생성 능력을 확장시키는데, 이는 손이 드럼이나 다른 심벌즈를 연주하는 데 자유로워지기 때문이다. "오픈 하이햇"(페달을 밟지 않고 시끄러운 소리를 내는 "슬로피 햇"이라는 별명) 또는 선명한 "클로즈드 하이햇" 소리(페달을 밟아서)를 쳐서 다른 소리를 낼 수 있다. 하이햇은 페달을 부분적으로 밟은 상태에서도 칠 수 있다.
오픈 하이햇(두 심벌즈가 떨어져 있는 상태)을 치고 발 페달로 심벌즈를 닫으면 독특한 효과를 낼 수 있다. 이 효과는 디스코와 펑크에서 널리 사용된다. 하이햇은 라이드 심벌즈와 유사한 기능을 가지고 있다. 두 악기는 동시에 오랫동안 일관되게 연주되는 경우가 드물지만, 둘 중 하나는 종종 노래에서 "라이드 리듬"(예: 8분음표 또는 16분음표)을 유지하는 데 사용된다. 하이햇은 오른손잡이 드럼 연주자의 오른손 북채로 연주된다. 라이드와 하이햇 사이, 또는 둘 중 하나와 "더 가벼운" 소리 사이를 전환하는 것은 종종 한 노래 섹션에서 다른 섹션으로의 변화를 나타내는 데 사용된다.

#### 크래시 심벌즈
크래시 심벌즈는 보통 키트 내에서 가장 강력한 악센트 마커로, 크레센도와 클라이맥스, 보컬 진입, 주요 분위기 변화, 스웰, 효과를 표시한다. 크래시 심벌즈는 종종 음악적 효과와 스트로크를 지원하기 위해 큰북 페달의 강한 킥과 함께 사용된다. 이는 더 풍부한 사운드를 제공하며 일반적으로 가르치는 기술이다.
재즈에서는 가장 작은 키트와 매우 높은 볼륨에서 라이드 심벌즈가 크래시 심벌즈의 기술과 사운드로 연주될 수 있다. 일부 하이햇은 유용한 크래시 사운드를 제공하기도 하는데, 특히 얇은 하이햇이나 심한 테이퍼가 있는 하이햇이 그렇다. 또는 특수 크래시/라이드 및 라이드/크래시 심벌즈는 두 가지 기능을 결합하도록 설계되었다.

#### 기타 심벌즈

##### 이펙트 심벌즈
라이드, 하이햇, 크래시/스플래시를 제외한 모든 심벌즈는 드럼 키트에서 사용될 때 일반적으로 이펙트 심벌즈라고 불리지만, 이는 비클래식 또는 구어체 명칭으로 표준화되었다. 대부분의 확장 키트에는 하나 이상의 스플래시 심벌즈와 최소 하나의 차이나 심벌즈가 포함된다. 주요 심벌즈 제조업체는 라이드, 크래시, 하이햇 스타터 팩과 일치하도록 스플래시 하나와 차이나 하나, 또는 드물게 두 번째 크래시, 스플래시, 차이나로 구성된 심벌즈 확장 팩을 생산한다. 그러나 시장에서는 어떤 조합의 옵션도 찾을 수 있다.

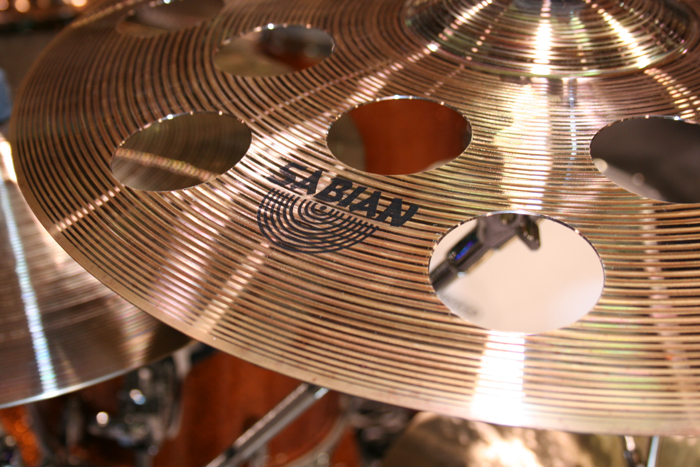
사비안 오존 "벤트" 크래시 심벌즈

일부 심벌즈는 어떤 키트에서는 효과로 간주될 수 있지만 다른 구성에서는 "기본"으로 간주될 수 있다. 마찬가지로, 오존 크래시는 표준 크래시 심벌즈와 동일한 목적을 가지고 있지만, 희귀성과 심벌즈에 뚫린 구멍으로 인해 더 어둡고 공명하는 어택을 제공하므로 이펙트 심벌즈로 간주된다.

##### 액센트 심벌즈
일반적인 패턴이나 그루브 대신 악센트를 제공하는 모든 유형의 심벌즈를 악센트 심벌즈라고 한다. 어떤 심벌즈든 악센트를 제공하는 데 사용될 수 있지만, 이 용어는 주로 악센트를 제공하는 것이 목적인 심벌즈에 더 좁게 적용된다. 악센트 심벌즈에는 차임 심벌즈, 작은 벨이 달린 돔형 심벌즈, 그리고 특수 크래시, 스플래시, 차이나 심벌즈와 같이 선명하고 울림이 있는/동양적인 차임이 있는 심벌즈가 포함된다.

##### 저음량 심벌즈
저음량 심벌즈는 일반적인 심벌즈보다 약 80% 적은 음량을 내도록 제작된 특수 유형의 심벌즈이다. 심벌즈의 전체 표면은 구멍으로 천공되어 있다. 드럼 연주자는 작은 공연장이나 다른 사람들에게 방해가 되지 않도록 연습하는 방법으로 저음량 심벌즈를 사용한다.

### 기타 어쿠스틱 악기

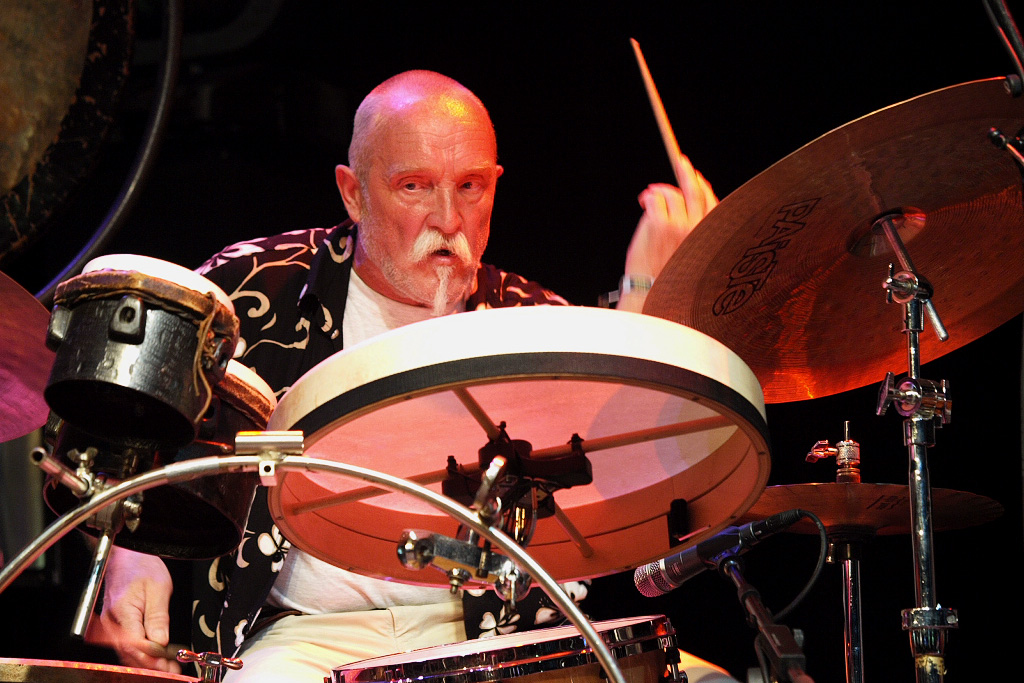
귄터 좀머와 그의 키트에 있는 보란 및 봉고 드럼

드럼 키트에 정기적으로 통합되는 다른 악기는 다음과 같다.
- 우드블록 및 카우벨, 특히 클래식 록 및 기타 장르에서.
- 탬버린, 특히 심벌즈 위 하이햇 스탠드에 장착된 것. 일반 탬버린을 사용할 수도 있고, 드럼 키트용으로 특별히 제작된 탬버린을 사용할 수도 있다.
- 팀발레스는 톰톰의 범위를 확장하는 데 사용될 수 있다. 특히 드럼 연주자가 다른 음악적 상황을 위해 가지고 있는 경우에 그렇다. 전통적인 팀발레스는 같은 직경의 톰보다 훨씬 높게 튜닝되므로, 그 결과가 항상 가장 이상적이지는 않다.
- 건반 타악기, 예를 들어 튜블러 벨 또는 글로켄슈필.
- 공.
- 트라이앵글.
- 발견된 사물, 스패너, 브레이크 드럼, 양동이, 골판지 상자, 워시보드, 드럼통, 잼과 등유 깡통 (소리, 패턴, 그루브를 만들어낼 수 있는 평범한 모든 것).

아래 확장 키트도 참조하라.

### 전자 드럼

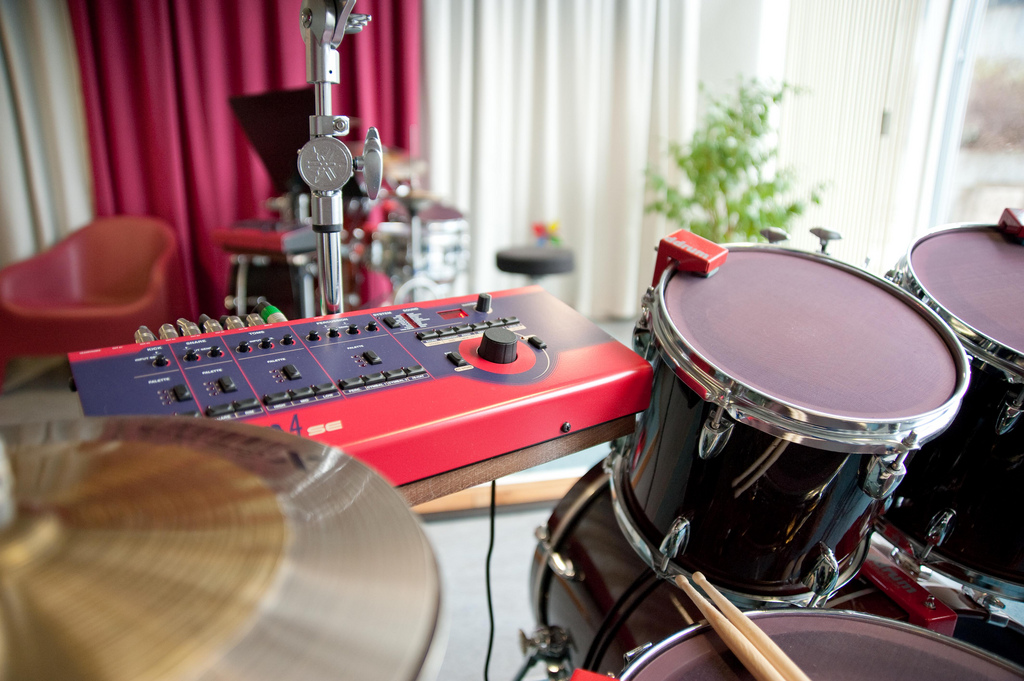
사용 중인 트리거 센서. 여기서는 빨간색이며 작은북, 큰북 및 행잉 톰의 림에 장착되어 있다. 같은 빨간색의 더 큰 상자는 연결된 "브레인"이다.

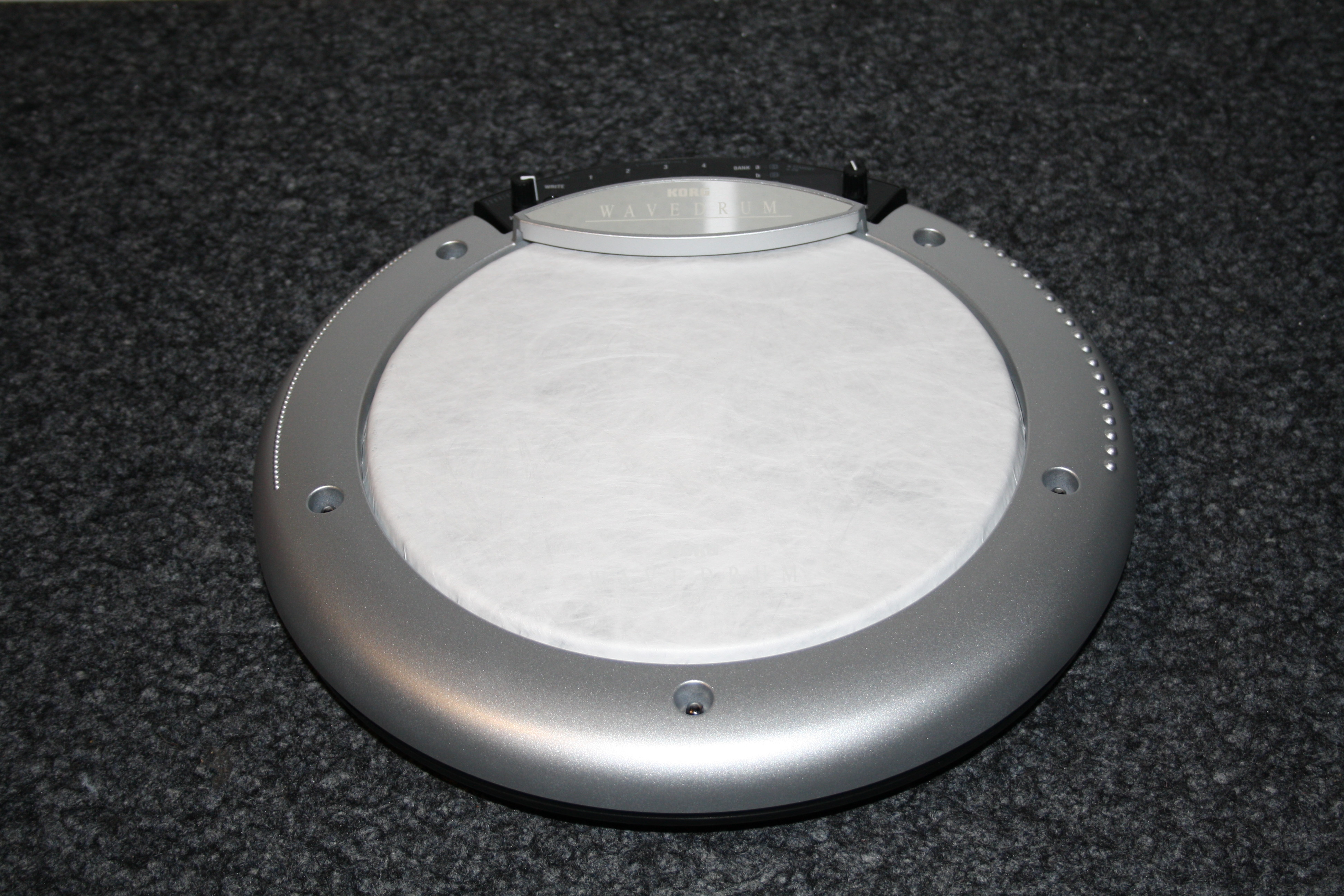
코르그 트리거 패드

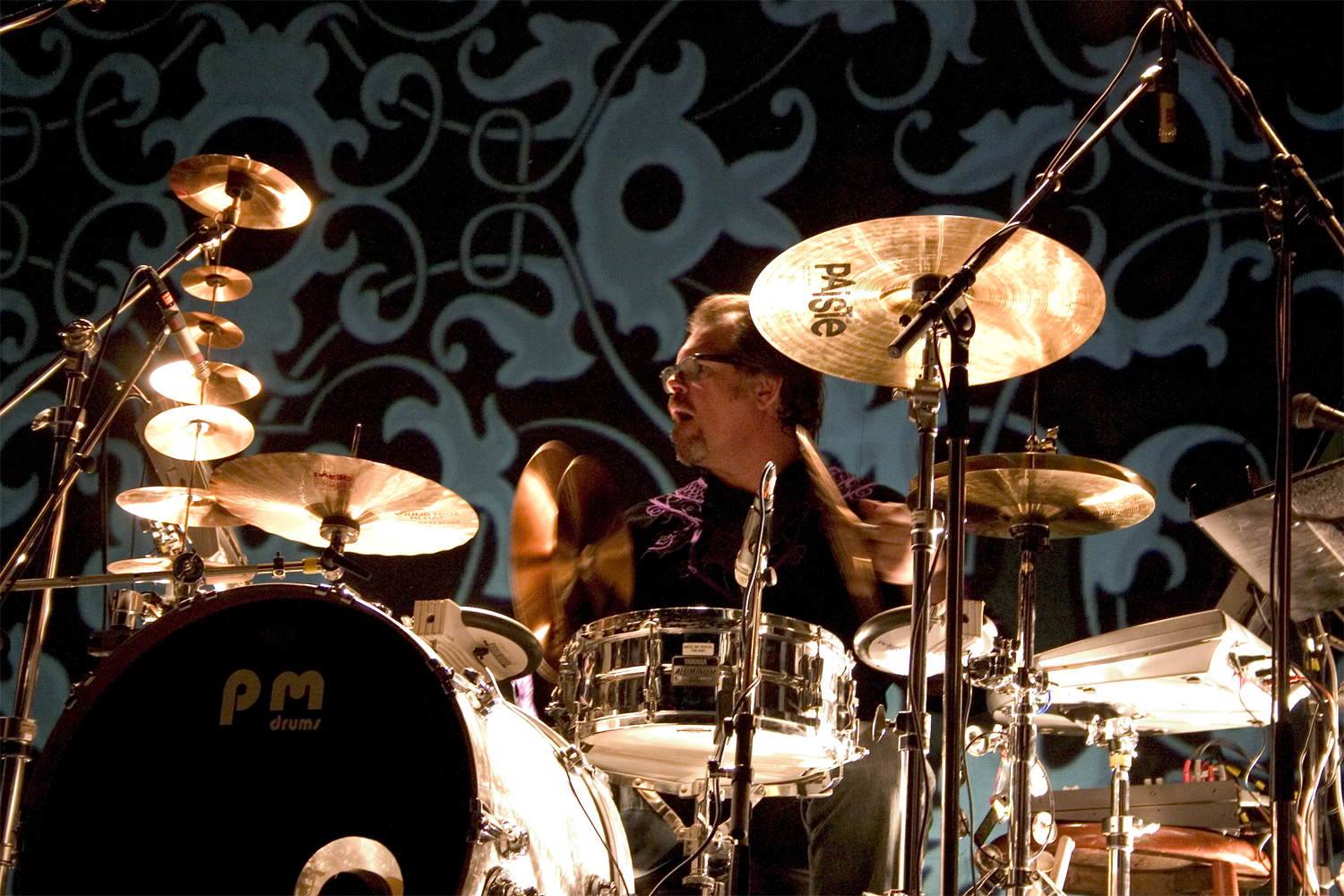
2005년 팻 마스텔로토가 어쿠스틱 및 전자 드럼을 함께 연주하는 키트

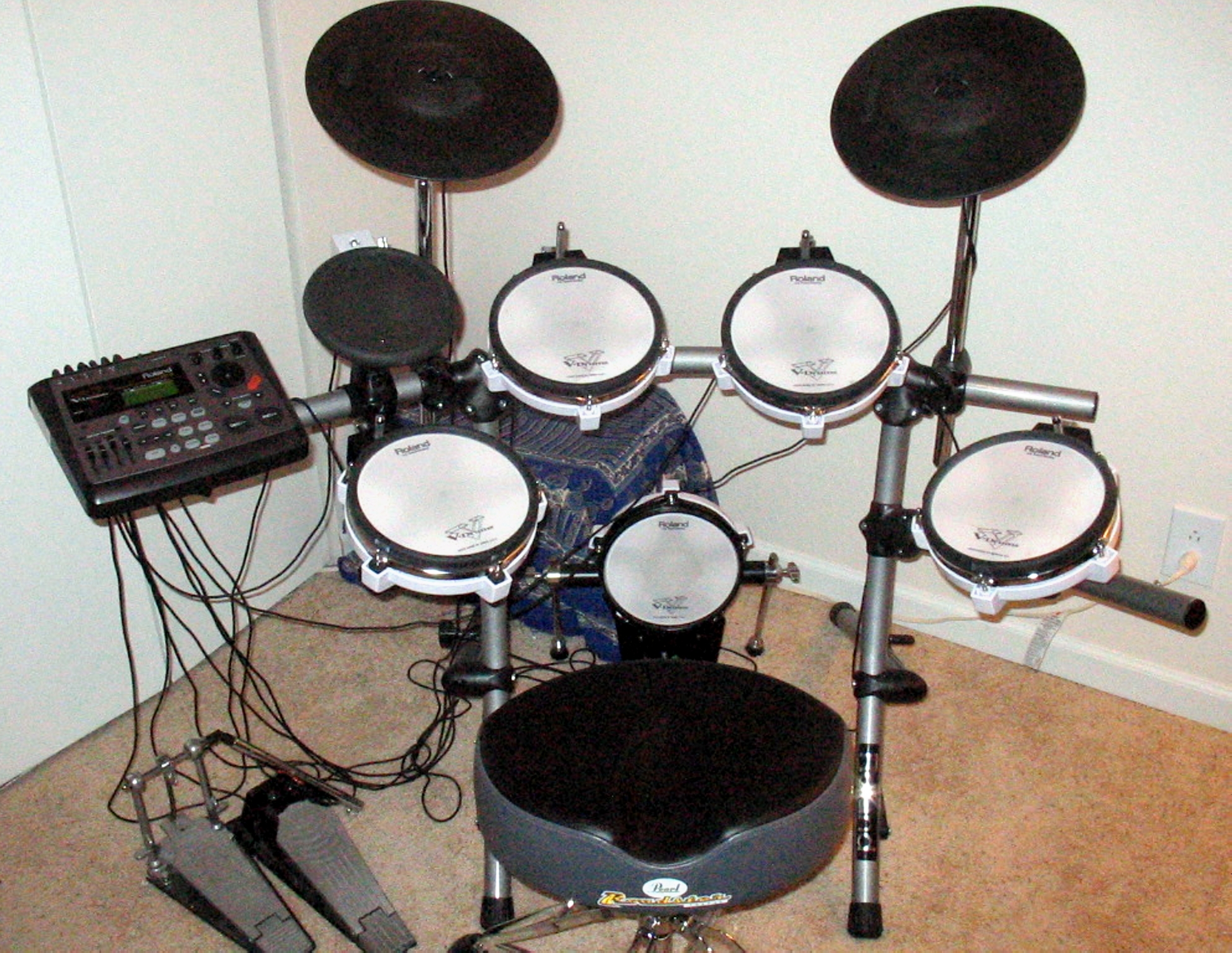
롤랜드 V-드럼과 같은 드럼 컨트롤러는 종종 어쿠스틱 드럼 키트 형태로 제작된다. 이 장치의 사운드 모듈은 왼쪽에 장착되어 있다.

전자 드럼은 여러 가지 이유로 사용된다. 일부 드럼 연주자들은 밴드의 볼륨을 매우 낮게 설정해야 하는 소규모 공연장(예: 카페나 교회 예배)에서 연주하기 위해 전자 드럼을 사용한다. 완전 전자 드럼은 어떠한 어쿠스틱 소리도 내지 않기 때문에(센서 패드를 치는 조용한 소리 외에는), 모든 드럼 소리는 건반 앰프나 전관방송 시스템에서 나온다. 따라서 전자 드럼의 볼륨은 어쿠스틱 키트보다 훨씬 낮을 수 있다. 일부는 전자 드럼을 연습 악기로 사용하는데, 이는 헤드폰으로 들을 수 있어 다른 사람들에게 방해를 주지 않고 연습할 수 있기 때문이다. 다른 사람들은 현대 드럼 모듈이 생성할 수 있는 엄청난 범위의 사운드를 활용하기 위해 전자 드럼을 사용하는데, 이는 실제 드럼, 심벌즈, 공이나 튜블러 벨과 같은 타악기의 샘플링된 소리부터 작은 공연에 가져가기에는 비실용적인 전자 및 합성된 소리, 심지어 파도 소리와 같은 비악기 소리까지 다양하다.
전자 드럼 모듈에 드럼 연주자가 미리 설정한 레벨이 있다고 가정하면, 완전 전자 키트는 어쿠스틱 드럼보다 사운드 체크가 더 쉽다. 반대로 어쿠스틱 키트가 사운드 체크될 때, 대부분의 드럼과 심벌즈는 마이크를 설치해야 하고 각 마이크는 드럼 연주자에 의해 테스트되어야 음량과 톤 이퀄라이제이션이 음향 엔지니어에 의해 조정될 수 있다. 또한, 모든 개별 드럼 및 심벌즈 마이크가 사운드 체크된 후에도, 엔지니어는 키트 악기 간의 균형이 올바른지 확인하기 위해 드럼 연주자가 표준 그루브를 연주하는 것을 들어야 한다. 마지막으로, 엔지니어는 드럼 연주자가 자신의 악기와 밴드 전체의 악기 및 보컬을 들을 수 있도록 모니터 믹스를 설정해야 한다. 완전 전자 키트를 사용하면 이러한 단계 중 많은 부분을 생략할 수 있다.
드럼 연주자들이 전자 드럼 장비를 사용하는 범위는 단일 전자 패드를 드럼 키트에 추가하는 것(예: 큰 공과 같이 비실용적일 수 있는 악기에 접근하기 위해)부터 어쿠스틱 드럼/심벌즈와 전자 패드를 혼합하여 사용하는 것, 또는 드럼과 심벌즈에 트리거가 있는 어쿠스틱 키트를 사용하여 전자 드럼 및 기타 소리를 낼 수 있는 것, 또는 순전히 전자 키트를 사용하여 고무 또는 메시 드럼 패드와 고무 "심벌즈"를 일반적인 드럼 키트 위치에 설정하는 것까지 다양하다. 완전 전자 키트는 어쿠스틱 키트보다 훨씬 가볍고 운반 공간이 적으며 더 빠르게 설치할 수 있다. 완전 전자 키트의 단점 중 하나는 어쿠스틱 키트와 같은 "느낌"이 없을 수 있고, 드럼 소리가 고품질 샘플이더라도 어쿠스틱 드럼과 똑같이 들리지 않을 수 있다는 것이다.
전자 드럼 패드는 전자 키보드 다음으로 두 번째로 널리 사용되는 MIDI 성능 컨트롤러이다.:319–320 드럼 컨트롤러는 드럼 머신에 내장될 수도 있고, 독립형 제어 표면(예: 고무 드럼 패드)일 수도 있고, 어쿠스틱 타악기의 모습과 느낌을 모방할 수도 있다. 드럼 머신에 내장된 패드는 일반적으로 스틱으로 연주하기에는 너무 작고 약해서 손가락으로 연주하는 경우가 많다.:88 롤랜드 옥토패드나 드럼캣과 같은 전용 드럼 패드는 손이나 스틱으로 연주할 수 있으며, 종종 어쿠스틱 드럼의 일반적인 형태를 닮도록 제작된다. 비브라폰 스타일의 맬릿캣과 같은 타악기 컨트롤러도 있다.:88–91 그리고 돈 부클라의 마림바 루미나도 있다.
MIDI 트리거는 어쿠스틱 드럼 및 타악기에도 설치할 수 있다. MIDI 장치를 트리거하는 패드는 압전 센서와 연습 패드 또는 다른 스펀지 고무 조각으로 직접 만들 수 있으며, 이는 두 가지 방식으로 가능하다.
- 트리거는 어쿠스틱 드럼 키트 구성 요소에 부착할 수 있는 센서이다. 이런 식으로, 악기를 연주/타격하면 전자 드럼 사운드가 생성되며, 원한다면 원래 어쿠스틱 사운드도 함께 생성된다.
- 트리거 패드는 다른 키트 구성 요소와 함께 장착할 수 있다. 이 패드 자체는 상당한 어쿠스틱 사운드를 내지 않지만 (다른 방식으로 수정되지 않는 한), 순전히 "드럼 브레인"에서 전자 사운드를 트리거하는 데 사용된다. 다른 드럼 키트 구성 요소에 사용되는 것과 동일한 북채로 연주된다.

어느 경우든, 적절히 샘플링/모델링되거나 합성된 드럼 사운드를 갖춘 전자 제어 장치(사운드 모듈/"브레인"), 증폭 장비(전관방송, 건반 앰프 등), 그리고 스테이지 모니터 스피커가 전자적으로 생성된 사운드를 듣는 데 필요하다. 트리거 드럼 키트를 참조하라.
트리거 패드는 최대 4개의 독립 센서를 포함할 수 있으며, 각 센서는 타격의 타이밍 및 다이내믹 강도를 설명하는 정보를 드럼 모듈/브레인으로 보낼 수 있다. 원형 드럼 패드에는 트리거링을 위한 센서가 하나만 있을 수 있지만, 2016년형 심벌즈 모양의 고무 패드/심벌즈는 종종 두 개의 센서를 포함한다. 하나는 본체용, 다른 하나는 심벌즈 중앙의 벨용이며, 심벌즈 초크 트리거도 포함하여 드럼 연주자가 이 효과를 낼 수 있도록 한다.
트리거 센서는 일반적으로 어쿠스틱 드럼 사운드를 대체하는 데 사용되지만, 세션이나 쇼의 요구 사항에 따라 악기의 사운드를 증폭하거나 보완하기 위해 어쿠스틱 키트와 효과적으로 함께 사용할 수도 있다. 예를 들어, 음향적으로 어려운 공간에서의 라이브 공연에서 각 드럼이나 심벌즈에 트리거를 배치하고 드럼 모듈에서 유사한 사운드를 트리거하는 데 사용할 수 있다. 이 사운드는 전관방송 시스템을 통해 증폭되어 청중이 들을 수 있으며, 특정 설정에서 마이크 및 PA와 관련된 하울링 또는 블리드 문제의 위험 없이 어떤 레벨로든 증폭될 수 있다.
전자 드럼과 심벌즈 자체의 소리는 드럼 연주자와 가까이 있는 다른 음악가들이 들을 수 있지만, 그렇다 하더라도 폴드백(오디오 모니터) 시스템은 일반적으로 라이브 어쿠스틱 사운드보다는 전자 사운드에서 공급된다. 드럼은 심하게 댐핑될 수 있으며(공명을 줄이거나 소리를 약화시킬 수), 후자의 시나리오에서는 튜닝 및 품질이 덜 중요하다. 이런 식으로 대규모 공연장에서 라이브 공연의 분위기가 많이 유지되지만, 순전히 마이크로 증폭된 드럼과 관련된 일부 문제는 발생하지 않는다. 트리거 및 센서는 기존 마이크 또는 내장 마이크와 함께 사용할 수도 있다. 키트의 일부 구성 요소가 다른 것보다 마이크를 설치하기 어려운 경우(예: 지나치게 "부밍"한 로우 톰), 더 어려운 악기에만 트리거를 사용하여 드럼 연주자/밴드의 사운드를 믹스에서 균형 잡을 수 있다.
반면에, 트리거 패드와 드럼은 일반적인 구성으로 배치될 때, 어쿠스틱 키트로는 불가능하거나 적어도 사용 가능한 것으로는 불가능한 소리를 내는 데 가장 일반적으로 사용된다. 패드가 쳐졌을 때 샘플링/녹음될 수 있는 모든 소리는 녹음된 소리를 특정 트리거에 할당함으로써 재생될 수 있다. 짖는 개, 사이렌, 유리 깨지는 소리, 항공기가 이착륙하는 스테레오 녹음 등이 모두 사용되었다. 더 분명한 전자적으로 생성된 드럼 외에도, (사용되는 장치에 따라) 전자 드럼으로 재생/트리거될 수 있는 다른 소리들도 있다.

#### 가상 드럼
가상 드럼은 합성된 드럼 키트 사운드 또는 어쿠스틱 드럼 사운드의 디지털 샘플을 사용하여 드럼 키트의 사운드를 시뮬레이션하는 오디오 소프트웨어의 일종이다. 다양한 드럼 소프트웨어 제품은 녹음 기능, 여러 어쿠스틱적으로 독특한 드럼 키트(예: 재즈, 록, 메탈) 중에서 선택할 수 있는 기능, 그리고 세션에 다양한 노래를 통합할 수 있는 옵션을 제공한다. 일부 컴퓨터 소프트웨어는 단 하나의 마이크만 사용하여 어떤 단단한 표면도 가상 드럼 키트로 바꿀 수 있다.

### 하드웨어
하드웨어는 드럼, 심벌즈 및 기타 타악기를 지지하는 금속 스탠드의 이름이다. 일반적으로 이 용어에는 하이햇 페달과 클러치, 큰북 페달 또는 페달, 그리고 드럼 의자도 포함된다.
하드웨어는 스틱 및 기타 액세서리와 함께 트랩 케이스에 휴대되며 다음을 포함한다.
- 심벌즈 스탠드
- 하이햇 스탠드
- 플로어 톰 다리
- 톰톰 브래킷 또는 암
- 작은북 스탠드
- 큰북 페달 또는 페달
- 드럼 키
- 예비 와셔, 심벌즈 슬리브, 와이어 스네어 코드, 장력 로드용 와셔 등 다양한 액세서리

많은 또는 모든 스탠드는 드럼 랙으로 대체될 수 있으며, 이는 특히 큰 드럼 키트에 유용하다.
드럼 연주자들은 종종 무대에서 자신들의 드럼 하드웨어를 설치하고 편안함 수준에 맞게 조절한다. 투어 중인 주요 밴드는 종종 드럼 연주자의 하드웨어와 악기를 원하는 위치와 구성으로 설정하는 방법을 아는 기타 테크니션을 둘 것이다.

## 일반적인 구성

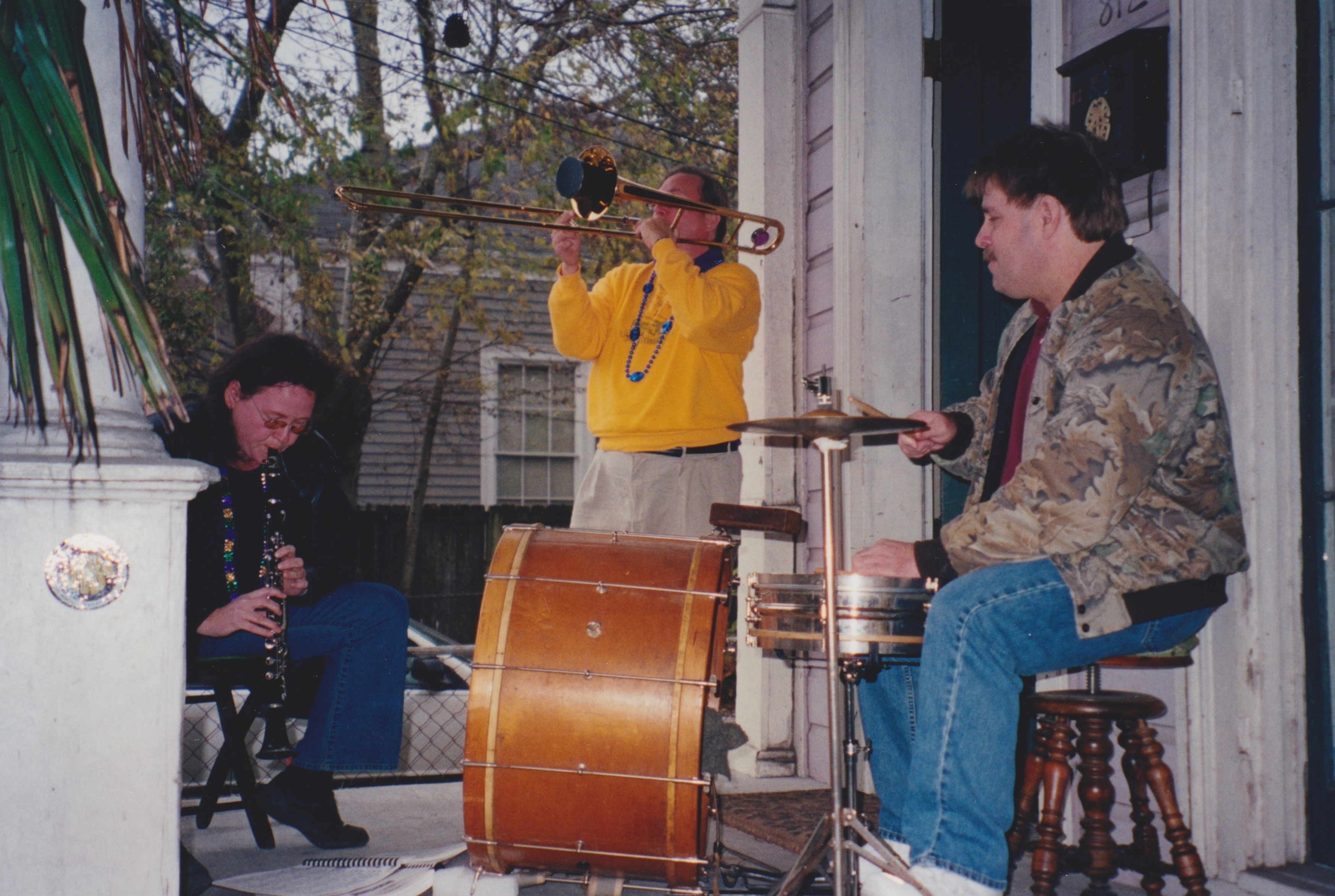
연주 중인 2피스 키트

드럼 키트는 일반적으로 드럼의 수로 분류되며, 심벌즈 및 기타 악기는 무시된다. 작은북, 톰톰, 큰북은 항상 세어지고, 옥토반과 같은 다른 드럼은 세어지거나 세어지지 않을 수 있다.
전통적으로 미국과 영국에서는 드럼 크기를 깊이 x 지름(모두 인치 단위)으로 표현한다. 최근 많은 드럼 키트 제조업체는 크기를 지름 x 깊이(여전히 인치 단위)로 표현하고 있다. 예를 들어, 지름 12인치, 깊이 8인치인 행잉 톰은 타마에서는 8인치 × 12인치로, 펄에서는 12인치 × 8인치로 설명되며, 깊이 5인치인 표준 지름 루드비히 스네어 드럼은 5인치 × 14인치 악기인 반면, 영국의 프리미어 제조업체는 동일한 치수를 14인치 × 5인치 스네어로 제공한다. 아래에 제시된 드럼과 심벌즈의 크기는 일반적인 것이다. 많은 악기들은 이와 약간 또는 상당히 다르다. 크기가 제시되지 않은 경우는 일반적인 크기를 제시하기에 너무 다양하기 때문이다.

### 3피스
일반적인 3피스 키트는 큰북, 작은북(직경 14인치), 하이햇(12~14인치), 행잉 톰(깊이 12x8~9인치), 그리고 서스펜드된 14~18인치 심벌즈로 구성되며, 후자 두 개는 큰북에 장착된다. 이러한 키트는 1950년대와 1960년대에 가장 흔했다.
아이들을 위한 일반적인 구성이다.

### 4피스
4피스 키트는 두 번째 장착형 톰(주목할 만한 사용자는 토킹 헤즈의 크리스 프랜츠)을 추가하며, 이는 심벌즈를 대체한다. 퓨전의 경우 직경 10인치, 깊이 8인치이거나, 12인치 직경 톰보다 1인치 더 깊은 직경 13인치이다. 그렇지 않으면 12인치에 14인치 직경의 행잉 톰이 추가되며, 둘 다 깊이 8인치이다. 어떤 경우든 두 톰은 대부분 큰북에 장착되며, 더 작은 것이 하이햇 옆에 위치한다(오른손잡이 드럼 연주자의 경우 왼쪽에 해당).

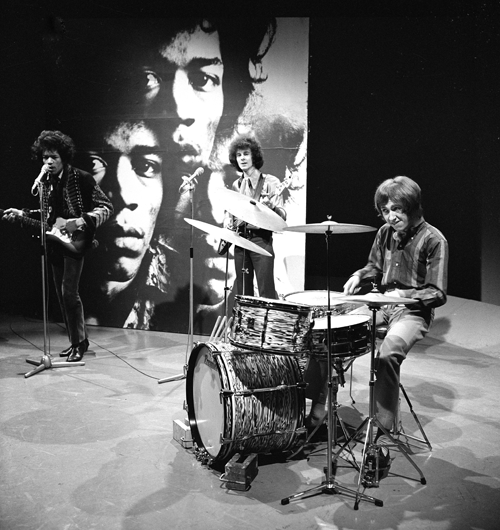
지미 헨드릭스 익스피리언스에서 고전적인 4피스 키트를 연주하는 미치 미첼

일반적으로 다른 심벌즈가 추가되어 라이드 심벌즈와 크래시 심벌즈가 분리되며, 두 스탠드에 놓이거나 플레이어의 오른쪽에 있는 큰북에 라이드 심벌즈가 장착되고 크래시 심벌즈는 별도의 스탠드에 놓인다. 표준 크래시 심벌즈는 직경 16인치이며, 18~20인치 라이드 심벌즈(20인치가 가장 일반적)이다.
이러한 키트는 카페, 호텔 라운지, 작은 펍과 같이 공간이 제한된 소규모 공연장에 특히 유용하다.

#### 플로어 톰을 포함한 4피스
4피스 키트를 만들기 위해 장착 톰 대신 플로어 톰이 추가되면, 플로어 톰은 일반적으로 재즈의 경우 14인치, 그 외의 경우 16인치이다. 재즈 외에 4피스 키트는 록 음악, 팝 음악 및 리듬 앤 블루스에서 널리 사용된다. 또한, 음악 학교 및 초보 연주자에게 가장 일반적인 구성이다.
주목할 만한 사용자는 비틀즈의 링고 스타, 지미 헨드릭스 익스피리언스의 미치 미첼, 터틀스의 존 바바타를 비롯한 20세기 내내 수많은 재즈 드럼 연주자들, 예를 들어 아트 블래키, 버디 리치, 그리고 조 존스 등이 있다. 일반적으로 스윙 패턴을 위해 라이드 심벌즈 사용을 강조하는 재즈의 경우, 4피스 키트에서 두 번째 행잉 톰이 없으면 심벌즈를 드럼 연주자에게 더 가깝게 배치할 수 있어 연주하기가 더 쉽다.

### 5피스

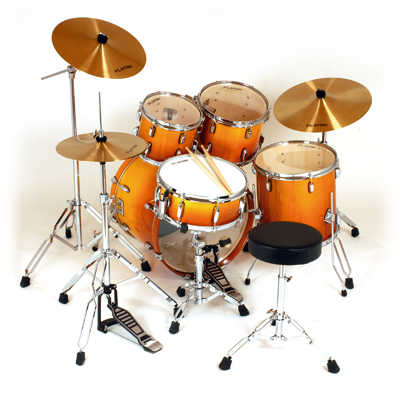
대중음악을 위한 기본 5피스 키트. 크래시 심벌즈 하나만 있고 이펙트 심벌즈는 없으며, 의자와 북채가 포함되어 있다.

5피스 키트는 풀사이즈 키트이며 팝, 록, 재즈 퓨전 및 심지어 전자 음악을 포함한 다양한 장르와 스타일에 가장 일반적인 구성이다. 4피스 키트에 세 번째 톰을 추가하여 총 세 개의 톰을 만든다. 퓨전 키트는 일반적으로 14인치 톰을 추가하는데, 이는 두 번째 플로어 톰이거나 큰북 오른쪽에 스탠드에 장착된 행잉 톰이며, 어느 경우든 톰 라인업은 10인치, 12인치, 14인치가 된다. 세 개의 톰을 사용하면 드럼 연주자가 고음, 중음, 저음 톰을 가질 수 있어 필, 솔로 및 브레이크를 위한 더 많은 옵션을 제공한다.
다른 키트들은 일반적으로 12인치와 13인치 행잉 톰과 스탠드에 장착된 14인치 행잉 톰, 14인치 플로어 톰, 또는 16인치 플로어 톰을 가질 것이다. 10인치와 12인치 행잉 톰과 16인치 플로어 톰을 가지는 것이 일반적이다. 이 구성은 종종 하이브리드 설정이라고 불린다. 큰북은 가장 일반적으로 직경 22인치이지만, 록 키트는 24인치, 퓨전은 20인치, 재즈는 18인치, 그리고 더 큰 밴드에서는 26인치까지 사용할 수 있다. 두 번째 크래시 심벌즈도 흔하며, 일반적으로 16인치보다 1~2인치 크거나 작으며, 오른손잡이 드럼 연주자의 경우 더 큰 것이 오른쪽에 위치한다. 빅 밴드 드럼 연주자는 최대 20인치 크래시 심벌즈와 최대 24인치 또는 매우 드물게 26인치 라이드 심벌즈를 사용할 수 있다. 록 키트는 또한 더 큰 라이드 심벌즈 또는 더 큰 하이햇(일반적으로 라이드의 경우 22인치, 하이햇의 경우 15인치)으로 대체할 수 있다.
엔트리 레벨을 제외한 대부분의 5피스 키트에는 하나 이상의 이펙트 심벌즈가 있다. 기본 라이드, 하이햇, 하나의 크래시 구성 외에 심벌즈를 추가하려면 표준 드럼 하드웨어 팩 외에 더 많은 스탠드가 필요하다. 이 때문에 많은 고가 전문가용 키트는 드럼 연주자가 선호하는 스탠드와 큰북 페달을 선택할 수 있도록 하드웨어가 거의 또는 전혀 없이 판매된다. 다른 극단에서는 많은 저렴한 엔트리 레벨 키트가 두 개의 심벌즈 스탠드(대부분 하나는 스트레이트, 하나는 붐)와 심지어 표준 심벌즈 팩, 의자, 한 쌍의 5A 북채가 포함된 5피스 키트로 판매된다. 2010년대에는 디지털 키트가 종종 5피스 키트로 제공되었으며, 일반적으로 하나의 플라스틱 크래시 심벌즈 트리거와 하나의 라이드 심벌즈 트리거가 포함되었다. 완전 전자 드럼은 플라스틱 또는 고무 헤드에 스틱이 조용히 부딪히는 소리 외에는 어떠한 어쿠스틱 소리도 내지 않는다. 이들의 트리거 패드는 신디사이저 모듈 또는 샘플러에 연결된다.

### 작은 키트

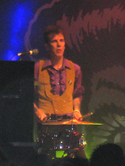
서서 2피스 키트를 연주하는 슬림 짐 팬텀

톰을 완전히 생략하거나, 큰북을 플로어 톰의 아래쪽 스킨에 페달로 작동하는 비터로 대체하고 행잉 톰을 생략하면, 칵테일 드럼 키트가 된다. 이 키트는 원래 칵테일 라운지 공연을 위해 개발되었다. 이러한 키트는 전통 재즈, 비밥, 로커빌리, 점프 블루스와 같은 음악 장르에서 특히 선호된다. 일부 로커빌리 키트와 매우 어린 연주자를 위한 초보자 키트에는 하이햇 스탠드가 생략된다. 로커빌리에서는 이를 통해 드럼 연주자가 앉아서 연주하는 대신 서서 연주할 수 있다. 비공식 또는 아마추어 잼 세션을 위한 매우 간단한 재즈 키트는 큰북, 작은북, 하이햇으로 구성되며, 종종 단 하나의 심벌즈(일반적으로 시즐 심벌즈 유무에 관계없이 라이드 심벌즈)만 사용한다.
이러한 키트들은 사용되는 드럼의 수에 비해 작을 수 있지만, 드럼 자체는 대부분 일반적인 크기이거나, 큰북의 경우 더 클 수도 있다. 더 작은 구성과 더 큰 구성 모두에서 더 작은 드럼을 사용하는 키트는 큰 키트의 시각적 영향을 줄이기 위해 설계된 부티크 키트, 카페의 작은 공간에 맞아야 하는 키트, 수하물 부피를 줄이기 위한 여행용 키트, 그리고 매우 어린 연주자를 위한 주니어 키트와 같은 특정 용도로 사용된다. 더 작은 드럼은 또한 더 조용해지는 경향이 있으며, 다시 작은 공연장에 적합하다. 그리고 이러한 키트 중 많은 부분이 추가적인 소음기를 사용하여 조용하거나 심지어 무음 연습을 가능하게 한다.

### 확장 키트

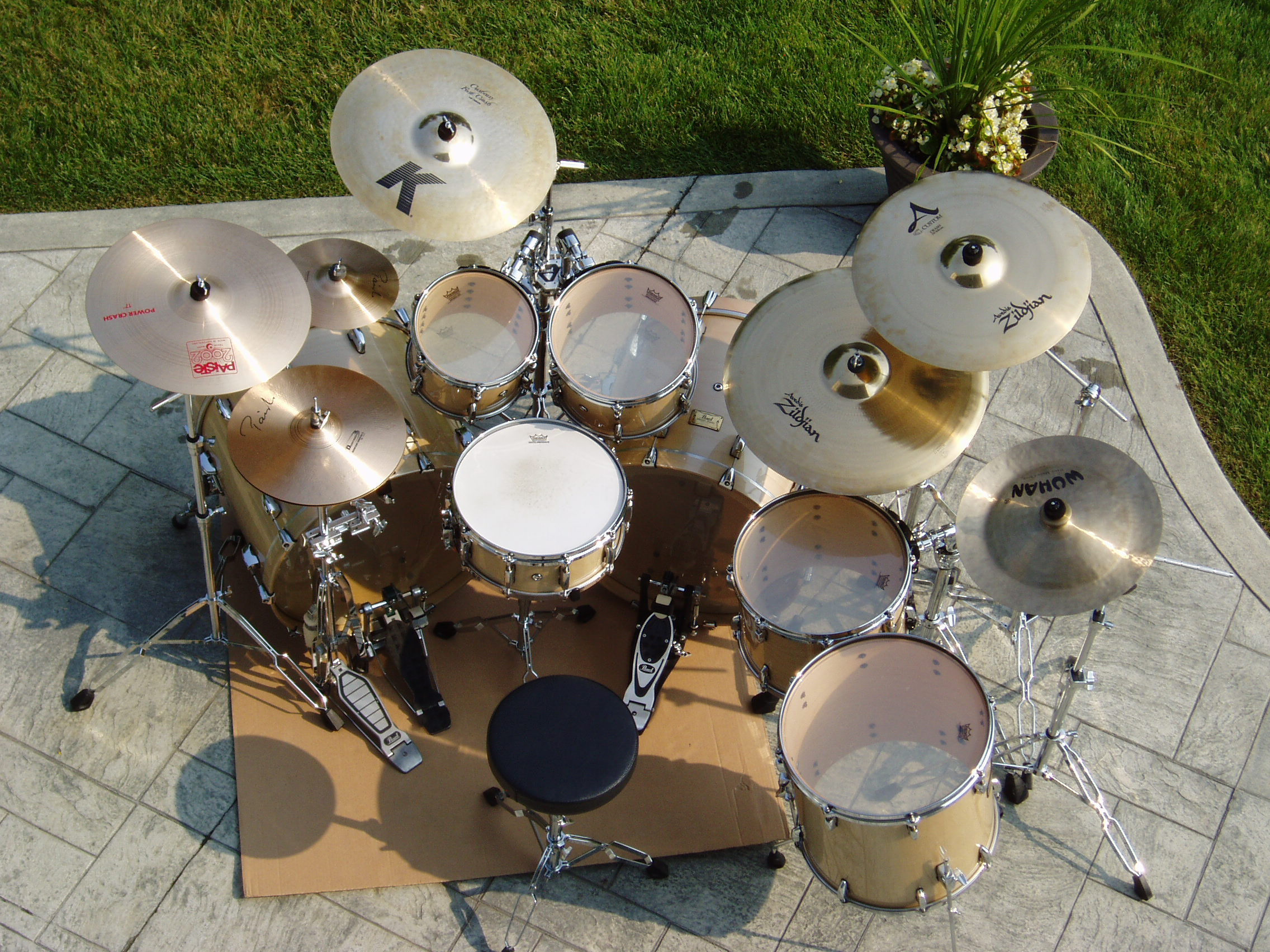
헤비 메탈, 정교한 재즈 퓨전, 프로그레시브 록에 일반적으로 사용되는 7피스 키트로, 더블 베이스 드럼, 플로어 톰 2개, 확장된 심벌즈 세트(스플래시 심벌즈와 차이나 심벌즈가 포함된 크래시 3개)로 구성된다.

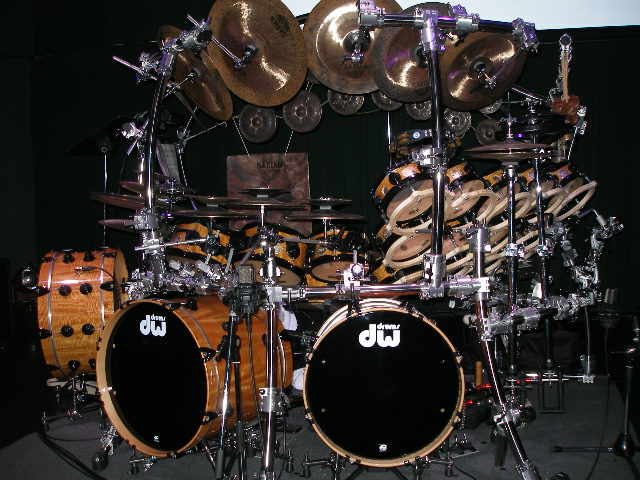
테리 보지오가 연주하는 매우 큰 키트

표준 구성 외의 일반적인 확장에는 다음이 포함된다.
- 이펙트 심벌즈, 특히 스플래시 심벌즈와 차이나 심벌즈. 둘 다 재즈 퓨전과 라틴 재즈와 같은 장르에서 필수적이다.
- 더블 베이스 드럼 또는 더블 베이스 페달, 헤비 메탈 음악의 표준이다.
- 추가 랙 톰 및 크래시 심벌즈, 드럼 솔로 또는 브레이크에 더 넓은 변형을 허용한다.
- 메인 라이드 심벌즈 외에 크래시/라이드 심벌즈.
- 첫 번째 플로어 톰보다 크거나 작은 두 번째 플로어 톰.
- 하나 이상의 옥토반 또는 한 쌍의 팀발레스.
- 케이블 햇 또는 X-햇으로 장착된 두 번째 하이햇 한 쌍.
- 심벌즈 스택, 특히 헤비 메탈 및 프로그레시브 록에서 흔하다.
- 다양한 유형의 공.
- 여러 개의 라이드 심벌즈. 메인 라이드보다 얇고 큰 시즐 심벌즈는 한때 두 번째 라이드 또는 크래시/라이드로 흔했으며, 심지어 4피스 키트에서도 흔했지만 지금은 덜하다(재즈 드럼 연주자들은 작은 키트의 일부로도 두 개 이상의 라이드 심벌즈를 가질 수 있다).
- 추가 사운드 모듈 또는 시퀀서, 일렉트로팝 및 힙합 음악과 같은 전자 장르에 일반적이다.

위 기타 어쿠스틱 악기도 참조하라. 점점 더 흔해지는 또 다른 다재다능한 확장은 주로 어쿠스틱 키트에 일부 전자 드럼을 사용하는 것이다.
특히 매우 큰 키트에서 발견되지만 배타적이지는 않은 덜 일반적인 확장에는 다음이 포함된다.
- 여러 개의 작은북, 보통 사이드 스네어 형태이다. 사이드 스네어는 보통 드럼 연주자의 왼쪽에 위치한다(플로어 톰의 반대편이자 하이햇의 왼쪽). 사이드 스네어는 추가적이고 다른 소리가 필요할 때 이펙트 심벌즈와 유사하게 사용된다. 일반적으로 키트에는 하나의 사이드 스네어만 사용되며, 아예 사용하지 않는 경우도 있다.
- 더블 베이스 드럼 구성 이상의 여러 개의 큰북
- 공 드럼(북채나 망치로 연주하는 단면 큰북)
- 튜닝되었거나 튜닝되지 않은 공 세트
- 선더시트, 바 차임 또는 레인스틱과 같은 음향 효과 타악기
- 하나 이상의 크로탈
- 오케스트라 타악기에서 "빌려온" 악기, 예를 들어 팀파니
- 마칭 밴드 타악기에서 "빌려온" 악기, 예를 들어 드럼 라인에서 사용되는 튜닝된 큰북

## 액세서리

### 스틱

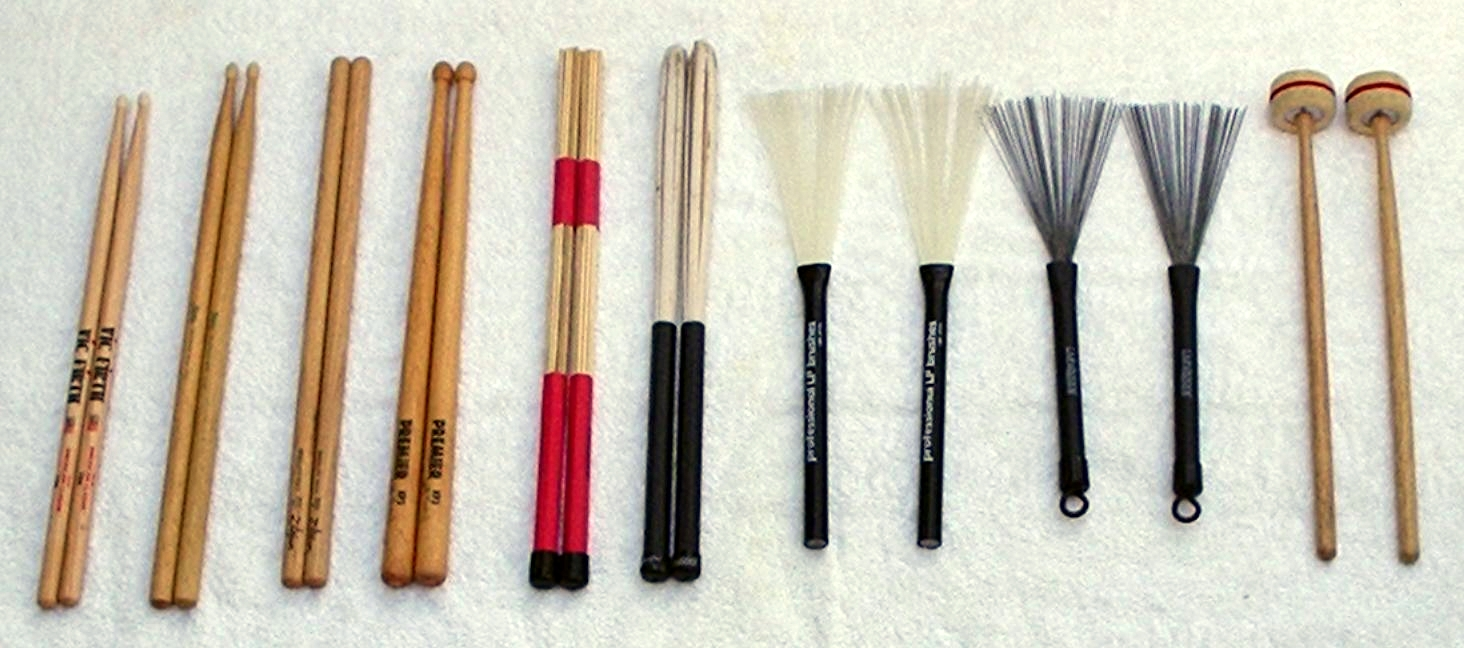
도구: 7A, 5B, "더블 버머", 사이드 드럼 No. 3 스틱, 표준 19개 지팡이 루테, 피복된 7개 지팡이 루테, 나일론 브러시, 스틸 브러시, 카트휠

북채는 전통적으로 나무(특히 단풍나무, 히코리, 참나무)로 만들어졌지만, 최근에는 금속, 탄소 섬유 및 기타 재료가 북채에 사용되고 있다. 원형의 나무 북채는 주로 작은북과 함께 사용하도록 설계되었으며, 작은북의 기본을 연주하는 데 최적화되었다. 북채는 다양한 무게와 팁 디자인으로 제공된다. 7N은 나일론 팁이 있는 일반적인 재즈 스틱이며, 5B는 7N보다 무겁지만 유사한 프로필을 가진 일반적인 나무 팁 스틱으로, 초보자를 위한 일반적인 표준이다. 숫자는 1(가장 무거운 것)부터 10(가장 가벼운 것)까지 다양하다.
숫자와 문자의 의미는 제조업체마다 다르며, 일부 스틱은 이 시스템을 전혀 사용하지 않고 단순히 스무스 재즈(일반적으로 7N 또는 9N) 또는 스피드 록(일반적으로 2B 또는 3B) 등으로 알려져 있다. 많은 유명 드럼 연주자들은 자신의 취향에 맞춰 제작되고 서명이 새겨진 스틱을 지지한다.
북채 외에도 드럼 연주자는 재즈 및 유사한 부드러운 음악에서 브러시와 루테를 사용한다. 더 드물게 카트휠 망치(키트 드럼 연주자에게는 "소프트 스틱"으로 알려짐)와 같은 다른 비터도 사용될 수 있다. 록 드럼 연주자가 더 무거운 소리를 위해 스틱의 "잘못된"(버트) 끝을 사용하는 것은 드문 일이 아니다. 일부 제조업체는 양쪽에 버트 끝이 있는 팁 없는 스틱을 생산한다.
스틱 백은 드럼 연주자가 라이브 공연에 북채를 가져갈 때 사용하는 표준 방식이다. 쉽게 접근할 수 있도록 스틱 백은 오른손잡이 드럼 연주자의 경우 플로어 톰의 측면에, 드럼 연주자의 오른손이 닿는 곳에 일반적으로 장착된다.

### 머플

스네어의 마일라 머플 링

드럼 머플은 작은북, 큰북, 또는 톰의 울림, 웅웅거리는 배음 주파수 또는 전체 볼륨을 줄일 수 있는 뮤트 유형이다. 울림을 제어하는 것은 스튜디오나 라이브 환경에서 원치 않는 주파수가 믹스의 다른 악기와 충돌할 수 있을 때 유용하다. 드럼 헤드의 안쪽 또는 바깥쪽에 놓이는 내부 및 외부 뮤플링 장치가 있다. 일반적인 뮤플러 유형에는 뮤플링 링, 젤 및 덕트 테이프, 그리고 헤드 가장자리에 지갑을 놓는 것과 같은 즉흥적인 방법이 있다. 일부 드럼 연주자는 드럼 헤드 위에 천을 덮어 드럼 소리를 뮤플한다.
작은북과 톰톰
작은북이나 톰을 뮤플하는 일반적인 방법은 드럼 헤드의 바깥 가장자리에 물건을 놓는 것이다. 천 조각, 지갑, 젤, 또는 마일라로 만든 맞는 링 등이 흔한 물건이다. 외부 클립온 뮤플도 사용된다. 드럼 헤드 안쪽에 놓이는 내부 뮤플러는 종종 드럼에 내장되어 있지만, 초기 음색을 억제하는 대신 단순히 지속음을 줄이는 것이므로 외부 뮤플보다 효과가 적다고 일반적으로 간주된다.
큰북
베이스를 뮤플링하는 것은 작은북과 동일한 뮤플링 기술로 달성할 수 있지만, 드럼 키트의 큰북은 일반적으로 드럼 헤드 사이에 베개, 침낭 또는 기타 부드러운 채움재를 드럼 내부에 넣어 뮤플링된다. 공명 헤드에 작은 구멍을 뚫는 것도 더 뮤플된 톤을 생성할 수 있으며, 내부에 배치된 뮤플링을 조작할 수 있게 한다. 에반스 EQ 패드는 배터 헤드에 패드를 대고, 쳤을 때 패드가 잠시 헤드에서 떨어졌다가 다시 헤드에 닿아 지속음을 줄이면서 톤을 질식시키지 않는다.
소음기/뮤트
또 다른 유형의 드럼 뮤플러는 드럼 헤드나 심벌즈 전체를 덮는 고무 조각이다. 이것은 스틱과 헤드 사이의 접촉을 방해하여 소리를 억제한다. 주로 연습 환경에서 사용된다.
심벌즈는 보통 손가락이나 손으로 뮤트하여 울림의 길이 또는 음량을 줄인다(예: 헤비 메탈 드러밍의 핵심 부분인 심벌즈 초크 기술). 심벌즈는 특수 고무 링이나 덕트 테이프로도 뮤트할 수 있다.
역사적 사용
뮤플된 드럼은 종종 빅토리아 여왕과 존 F. 케네디의 장례식과 같은 장례식과도 관련이 있다. 뮤플된 드럼의 사용은 헨리 워즈워스 롱펠로, 존 메인, 시오도어 오하라와 같은 시인들에 의해 쓰여졌다. 드럼은 치료 및 학습 목적으로도 사용되었는데, 예를 들어 숙련된 연주자가 여러 학생들과 함께 앉아 세션이 끝날 때 모든 학생들을 편안하게 하고 복잡한 리듬을 연주하게 하는 경우와 같다.

### 스틱 홀더
드럼에 부착할 수 있는 가방과 단일 스틱 한 쌍을 보관할 수 있는 각진 칼집형 스틱 홀더 등 다양한 유형의 스틱 홀더 액세서리가 있다.

### 시즐러

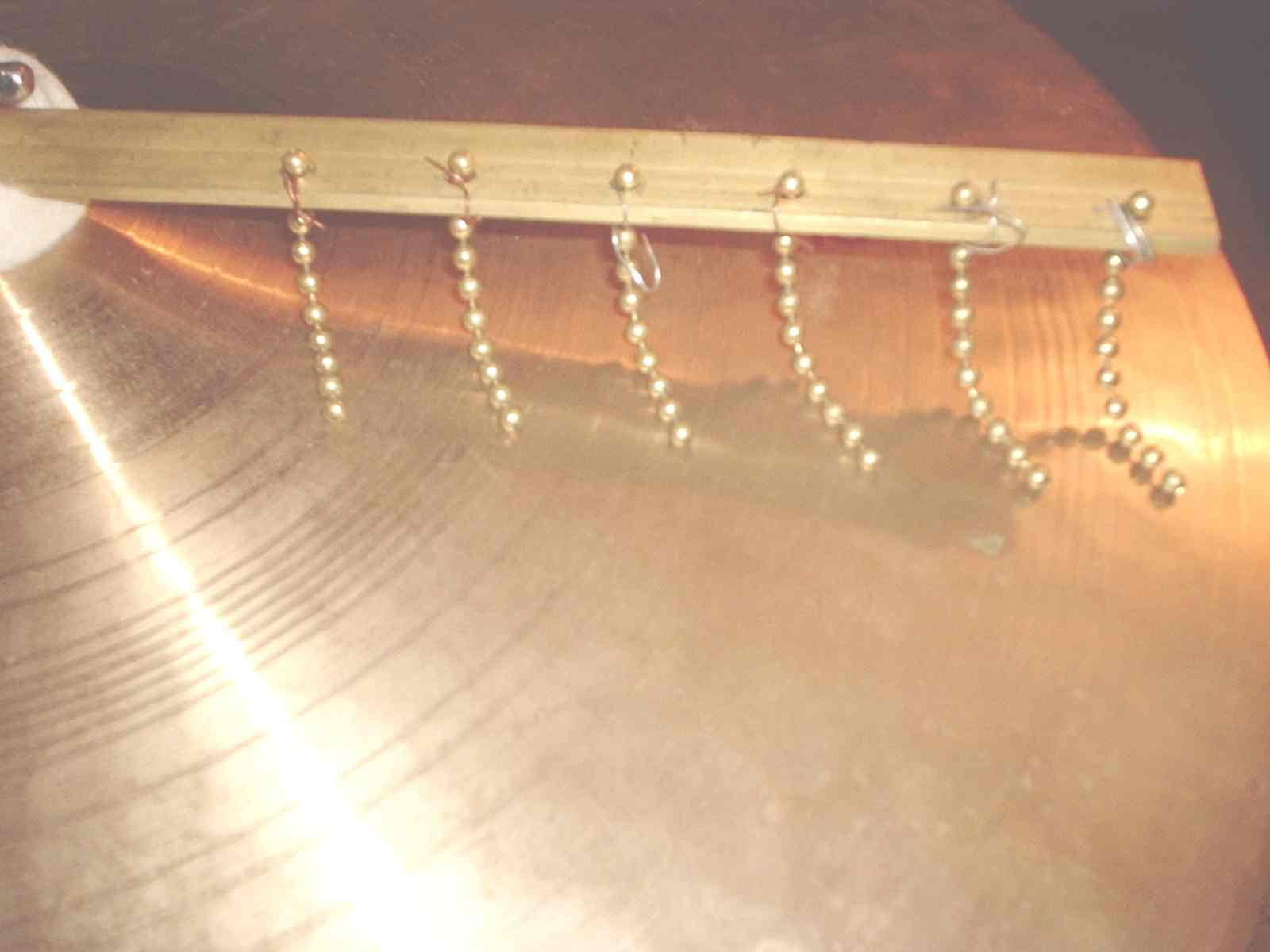
체인 시즐러가 장착된 파이스테 2002 18인치 미디엄 심벌즈

시즐러는 심벌즈에 걸쳐져 심벌즈가 타격될 때 독특한 금속성 소리를 내는 금속 체인 또는 체인의 조합으로, 시즐 심벌즈와 유사하다. 시즐러를 사용하는 것은 심벌즈에 구멍을 뚫고 금속 리벳을 박는 비파괴적인 대안이다. "시즐러" 체인을 사용하는 또 다른 장점은 체인이 분리 가능하여 심벌즈를 정상적인 소리로 쉽게 되돌릴 수 있다는 것이다.
일부 시즐러는 체인이 심벌즈 위로 빠르게 내려지거나 올려질 수 있도록 회전하는 팔을 가지고 있어 일부 노래에는 효과를 사용할 수 있고 다른 노래에는 제거할 수 있다.

### 케이스

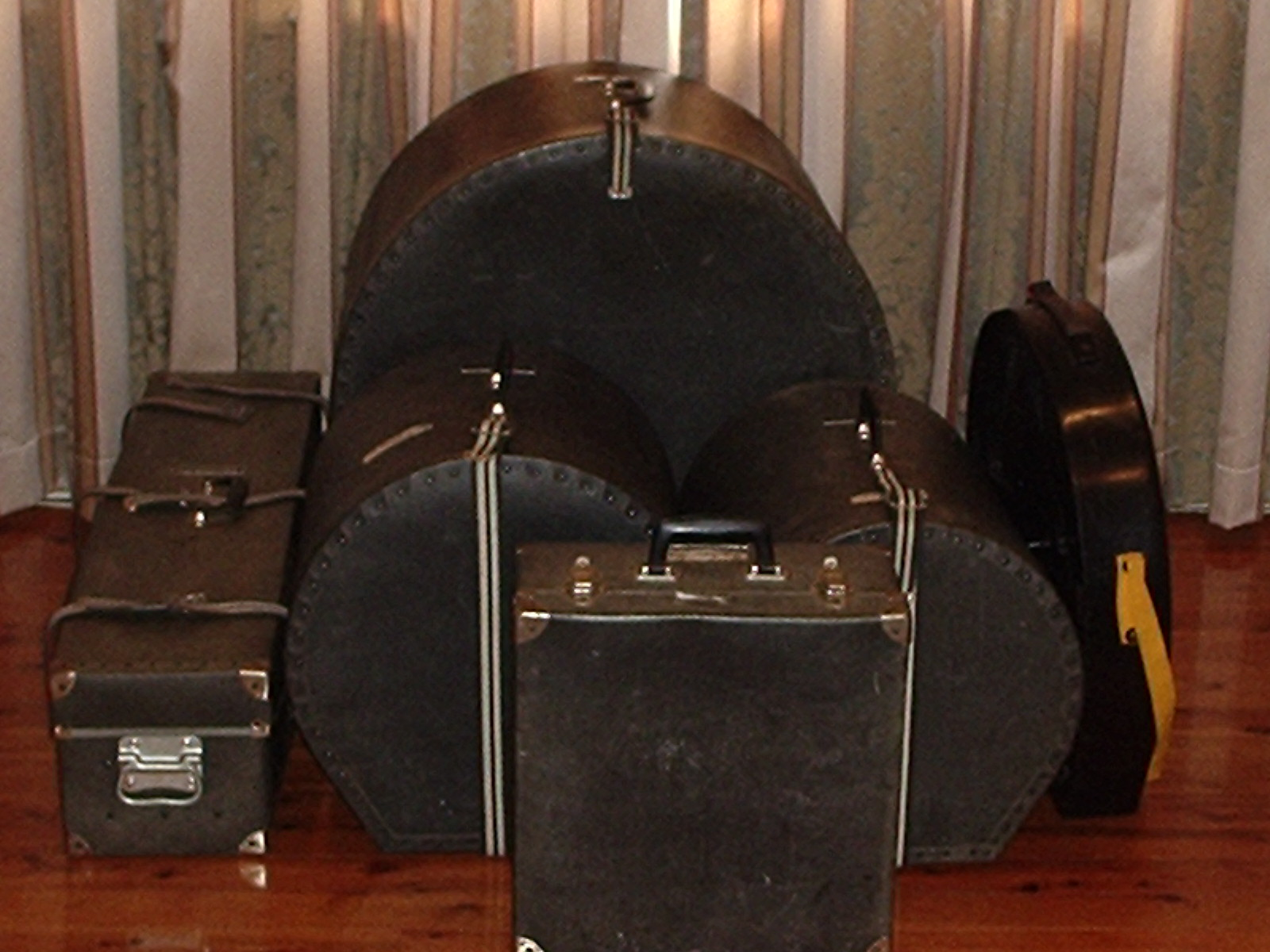
왼쪽부터: 트랩 케이스, 플로어 톰 케이스, 작은북 케이스 (앞), 트윈 행잉 톰 케이스, 심벌즈 케이스, 큰북 케이스 (뒤)

키트 드럼을 위한 세 가지 유형의 보호 커버가 일반적이다.
- 드럼 가방은 코듀라와 같은 튼튼한 천이나 천으로 지지되는 비닐로 만들어진다. 충격과 충돌로부터 최소한의 보호를 제공하지만, 드럼과 심벌즈를 비로부터 보호한다. 지역 공연 및 세션으로 개인 차량에 드럼을 운반하는 데 적합하다. 막 시작하는 어린 드럼 연주자들에게는 종종 유일한 선택지이다.
- 중가 하드 케이스는 여행 가방과 유사한 구조로, 일반적으로 섬유 복합 재료로 만들어진다. 천 가방보다 충격으로부터 더 많은 보호를 제공한다.
- 플라이트 케이스 또는 로드 케이스는 전문 투어 드럼 연주자를 위한 표준이다.

모든 악기와 마찬가지로, 가장 좋은 보호는 단단한 껍질 케이스와 드럼 및 심벌즈 옆에 있는 폼과 같은 내부 패딩의 조합으로 제공된다.

### 마이크로폰

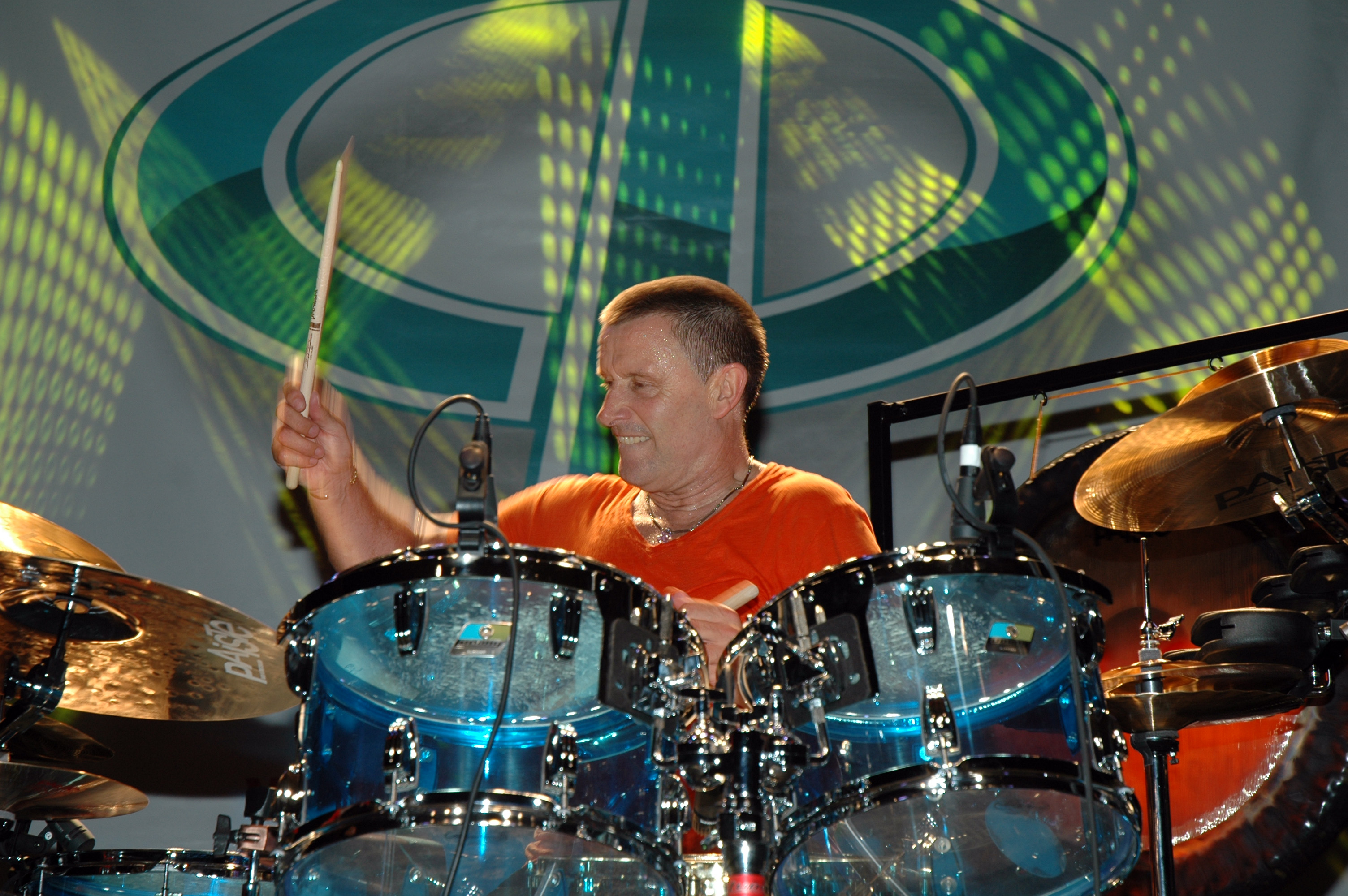
림에 장착된 톰 마이크를 사용한 칼 파머

마이크로폰("마이크")은 드럼 키트와 함께 사용되어 음향 녹음을 위해 드럼과 심벌즈의 소리를 포착하거나, 전관방송 시스템 또는 음향 증폭 장치를 통해 증폭될 수 있도록 드럼 키트의 소리를 포착한다. 대부분의 드럼 연주자는 라이브 쇼에서 마이크와 증폭을 사용하여 음향 엔지니어가 드럼과 심벌즈의 볼륨을 조절할 수 있도록 하지만, 카페와 같은 작은 공연장에서 더 조용한 장르의 음악을 연주하는 일부 밴드는 마이크나 PA 증폭 없이 어쿠스틱으로 연주한다. 작은 재즈 그룹(예: 재즈 쿼텟 또는 오르간 트리오)이 작은 바에서 연주할 때는 종종 어쿠스틱 드럼만 사용한다. 물론 같은 작은 재즈 그룹이 큰 재즈 페스티벌의 메인 스테이지에서 연주할 때는 드럼이 마이크로 녹음되어 사운드 시스템 믹스에서 조절될 수 있도록 한다. 중간 지점의 접근 방식은 작은 공연장에서 연주하는 일부 밴드에서 사용된다. 그들은 모든 드럼과 심벌즈에 마이크를 설치하지 않고, 음향 엔지니어가 믹스에서 제어할 수 있도록 하려는 악기, 예를 들어 큰북과 작은북에만 마이크를 설치한다.
드럼 키트에 마이크를 설치할 때는 높은 음압 레벨을 처리할 수 있는 다이내믹 마이크가 일반적으로 드럼에 근접 마이크를 설치하는 데 사용되며, 이는 라이브 쇼에서 드럼에 마이크를 설치하는 주된 방식이다. 콘덴서 마이크는 오버헤드 및 룸 마이크에 사용되며, 이는 음향 녹음 응용 프로그램에서 더 일반적인 접근 방식이다. 드럼에 근접 마이크를 설치하는 것은 스탠드를 사용하거나 마이크를 드럼 림에 장착하거나, 심지어 드럼 자체에 마이크를 내장하여 스탠드의 필요성을 없애고 혼란과 설정 시간을 줄이며 더 잘 분리할 수 있다.
일부 음악 스타일의 경우, 드럼 연주자는 개별 노이즈 게이트와 같이 신호가 임계 볼륨 아래일 때 연결된 마이크를 음소거하는 것과 같은 전자 효과를 드럼에 사용한다. 이를 통해 음향 엔지니어는 한 번에 원치 않는 피드백을 생성할 수 있는 "활성" 마이크 수를 줄여 드럼 키트의 전체 볼륨을 높일 수 있다. 드럼 키트가 음향 강화 시스템을 통해 완전히 마이크로 녹음되고 증폭되면, 드럼 연주자나 음향 엔지니어는 리버브 또는 디지털 딜레이와 같은 다른 이펙트 유닛을 드럼 사운드에 추가할 수 있다.
일부 드럼 연주자는 자신의 드럼 키트를 가지고 공연장에 도착하여 공연장 음향 엔지니어가 제공하는 마이크와 마이크 스탠드를 사용한다. 다른 드럼 연주자는 자신의 마이크를 모두 가져오거나 (예: 좋은 품질의 작은북 및 큰북 마이크) 좋은 품질의 마이크를 확보한다. 바와 나이트클럽에서는 공연장에서 제공하는 마이크가 과도한 사용으로 인해 때때로 불량한 상태일 수 있다.

### 모니터
전자 드럼, 드럼 머신, 또는 하이브리드 어쿠스틱-일렉트릭 키트(전통 어쿠스틱 드럼과 심벌즈에 전자 패드를 혼합한 키트)를 사용하는 드럼 연주자들은 일반적으로 전자 드럼 사운드를 듣기 위해 모니터 스피커, 키보드 앰프, 또는 심지어 소형 PA 시스템을 사용한다. 순전히 어쿠스틱 드럼을 연주하는 드럼 연주자조차도 드럼 소리를 듣기 위해 모니터 스피커를 사용할 수 있다. 특히 크고 강력한 기타 스택에서 상당한 무대 볼륨이 발생하는 시끄러운 록 또는 메탈 밴드에서 연주할 때 그렇다. 드럼 연주자들은 종종 큰 15인치 서브우퍼가 있는 스피커 캐비닛을 받아 큰북 소리를 모니터링하는 데 도움을 받는다(키트의 나머지 부분을 듣기 위한 풀레인지 모니터 스피커와 함께). 일부 음향 엔지니어와 드럼 연주자들은 무대 볼륨을 낮추기 위해 큰북을 모니터링하기 위해 "엉덩이 셰이커" 또는 "스론 덤퍼"라고 불리는 전자 진동 시스템을 선호한다. "엉덩이 셰이커"를 사용하면 각 큰북 타격의 "쿵" 소리가 드럼 의자에 진동을 일으켜 드럼 연주자가 엉덩이로 자신의 비트를 듣는 대신 느낄 수 있다.
인이어 모니터는 귀마개 역할도 하기 때문에 드럼 연주자들 사이에서 인기가 많다.

### 큰북 장비
큰북을 위해 다양한 액세서리가 설계되었다. 큰북은 베이스 리플렉스 스피커 설계를 활용할 수 있는데, 이는 튜닝된 포트(구멍과 신중하게 측정된 튜브)가 스피커 인클로저에 넣어 최저 주파수에서 저음 응답을 개선하는 것이다. 큰북 헤드 패치는 펠트 비터의 충격으로부터 드럼 헤드를 보호한다. 큰북 베개는 큰북의 음색이나 공명을 변경하는 데 사용될 수 있는 충전재가 있는 천 가방이다. 특수 큰북 베개를 사용하는 것보다 저렴한 대안은 낡은 침낭을 사용하는 것이다.

### 장갑
일부 드럼 연주자는 연주할 때 스틱을 잡는 그립을 향상시키기 위해 특수 드럼 연주자 장갑을 착용한다. 드럼 연주자 장갑은 종종 합성 또는 고무 재질로 된 질감 있는 그립 표면과 스틱을 잡는 데 사용되지 않는 부분에 메쉬 또는 통풍구가 있어 땀을 배출시킨다. 일부 드럼 연주자는 물집을 방지하기 위해 장갑을 착용한다.

### 드럼 스크린
컨트리 음악 클럽이나 교회, 소규모 공연장, 또는 라이브 녹음이 이루어지는 경우와 같은 일부 스타일이나 환경에서는 드럼 연주자가 투명한 퍼스펙스 또는 플렉시글라스 드럼 스크린(드럼 쉴드라고도 함)을 사용하여 드럼의 무대 볼륨을 줄일 수 있다. 드럼 키트를 완전히 둘러싸는 스크린은 드럼 부스라고 불린다. 라이브 사운드 응용 프로그램에서 드럼 쉴드는 오디오 엔지니어가 PA 시스템 믹스를 통해 청중이 듣는 드럼 볼륨을 더 잘 제어하거나, 밴드의 전체 볼륨을 줄이는 방법으로 드럼의 전체 볼륨을 줄이기 위해 사용된다. 일부 녹음 스튜디오에서는 투명 패널 외에 또는 대신 폼 및 패브릭 배플이 사용된다. 폼/천 배플 패널의 단점은 드럼 연주자가 다른 연주자, 레코드 프로듀서 또는 오디오 엔지니어를 잘 볼 수 없다는 것이다.

### 카펫
드럼 연주자는 종종 카펫, 매트 또는 러그를 공연장에 가져와 큰북 헤드가 큰북을 때려서 발생하는 미끄러운 표면에서 큰북과 하이햇 스탠드가 "기어가는"(멀어지는) 것을 방지한다. 카펫은 또한 짧은 잔향을 줄이고(일반적으로 장점이지만 항상 그런 것은 아님) 바닥이나 바닥 덮개의 손상을 방지하는 데 도움이 된다. 여러 드럼 연주자가 밤새도록 자신의 키트를 무대에 가져오는 쇼에서는 드럼 연주자가 스탠드와 페달의 위치를 테이프로 표시하여 드럼 연주자가 익숙한 위치로 키트를 더 빠르게 배치할 수 있도록 하는 것이 일반적이다. 큰북과 하이햇 스탠드는 일반적으로 카펫과 같은 표면을 잡는 데 도움이 되는 접이식 스파이크 또는 단단한 표면에 고정되어 있도록 고무 발을 가지고 있다.

### 연습 장비
드럼 연주자들은 연습할 때 다양한 액세서리를 사용한다. 메트로놈과 박자 카운터는 안정적인 박을 익히는 데 사용된다. 드럼 뮤플링 패드는 연습 중 드럼 볼륨을 줄이는 데 사용될 수 있다. 무릎이나 다리에 올려놓거나 스탠드에 장착하는 연습 패드는 거의 소리 없이 북채로 연습하는 데 사용된다. 전체 드럼 키트를 시뮬레이션하도록 장착된 연습 패드 세트를 연습 키트라고 한다. 2010년대에는 이러한 것들이 조용한 연습을 위해 헤드폰으로 들을 수 있는 전자 드럼과 소리 없는 메시 헤드가 있는 키트로 대체되었다.

### 튜닝 장비

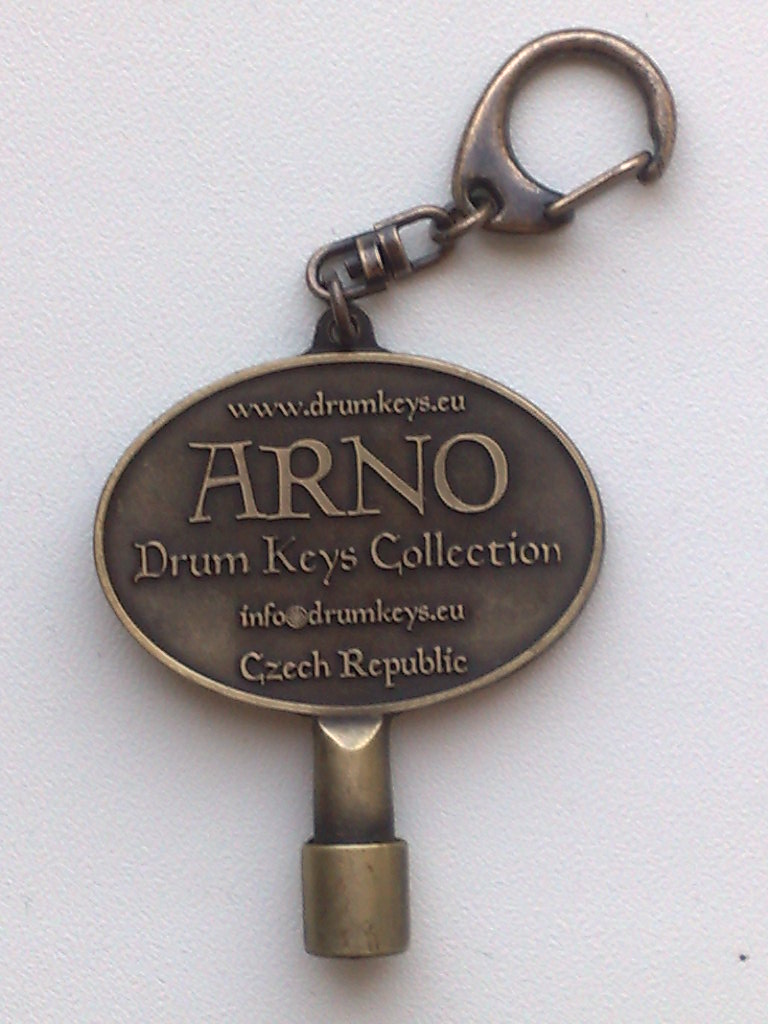
아르노 드럼 키

드럼 연주자는 드럼을 튜닝하고 일부 드럼 하드웨어를 조정하는 데 드럼 키를 사용한다. 기본적인 드럼 키(T자형 렌치) 외에도 다양한 튜닝 렌치와 도구가 있다. 기본적인 드럼 키는 드럼의 세 가지 유형의 튜닝 나사(사각형(가장 많이 사용됨), 슬롯형, 육각형)를 튜닝할 수 있도록 세 가지 유형으로 나뉜다. 래칫형 렌치는 고장력 드럼을 쉽게 튜닝할 수 있도록 한다. 스핀 키(볼 조인트 사용)는 빠른 헤드 교체를 가능하게 한다. 각 러그에 가해지는 토크를 그래픽으로 보여주는 토크 렌치 키를 사용할 수 있다. 또한, 헤드에 놓이는 장력 게이지 또는 미터는 드럼 연주자가 일관된 튜닝을 달성하는 데 도움을 준다. 드럼 연주자는 드럼을 "청음"으로 튜닝하거나 드럼 헤드의 "고막 압력"을 측정하여 정확한 튜닝을 제공하는 디지털 드럼 튜너를 사용할 수 있다.

### 기보법 및 즉흥 연주
드럼 키트 음악은 악보( "드럼 파트"라고 함)로 작성되거나, 귀로 배우고 연주되거나, 즉흥적으로 연주되거나, 이 세 가지 방법 중 일부 또는 전체의 조합으로 이루어진다. 전문 세션 음악가 드럼 연주자 및 빅 밴드 드럼 연주자는 종종 드럼 파트를 읽어야 한다. 드럼 파트는 일반적으로 표준 5선지에 작성된다. 2016년 기준으로 특수 타악기 클레프가 사용되며, 이전에는 베이스 클레프가 사용되었다. 그러나 베이스 클레프나 클레프가 사용되지 않는 경우에도 각 선과 공간은 음정 대신 키트의 악기에 할당된다. 재즈, 전통 음악, 포크 음악, 록 음악 및 팝 음악에서는 드럼 연주자가 귀로 노래를 배우고(녹음 또는 노래를 연주하거나 부르는 다른 음악가로부터) 즉흥적으로 연주할 수 있어야 한다. 즉흥 연주의 정도는 스타일마다 다르다. 재즈 및 재즈 퓨전 드럼 연주자는 모든 노래에서 길게 즉흥 연주 솔로를 가질 수 있다. 록 음악 및 블루스에서도 일부 노래에 드럼 솔로가 있지만, 재즈보다 짧은 경향이 있다. 모든 대중음악 및 전통 음악 스타일의 드럼 연주자는 장르 또는 스타일(예: 셔플, 발라드, 블루스)을 들으면 노래에 대한 반주 부분을 즉흥적으로 연주할 수 있어야 한다.

### 녹음
초기 녹음 매체(1925년까지), 예를 들어 왁스 실린더와 조각 바늘로 새겨진 그래머폰 레코드에서는 사운드 밸런싱을 위해 음악가들을 방 뒤로 이동시켜야 했다. 드럼은 디스토션을 줄이기 위해 혼(기계식 변환기 부품)에서 멀리 떨어져 놓이는 경우가 많았다.
2020년대에는 많은 대중음악 스타일에서 드럼 파트가 다른 악기 및 보컬과 분리되어 멀티트랙 레코딩 기술을 사용하여 녹음되는 경우가 많다. 드럼이 녹음되면 다른 악기(리듬 기타, 피아노 등)가 추가되고, 그 다음 보컬이 추가된다. 이러한 유형의 녹음에서 드럼 템포의 일관성을 보장하기 위해 드럼 연주자는 일반적으로 헤드폰으로 클릭 트랙(일종의 디지털 메트로놈)과 함께 연주한다. 클릭 트랙에 맞춰 정확하게 연주하는 능력은 전문 드럼 연주자에게 중요한 기술이 되었다.

## 드럼 제조사
자사 카탈로그에서 미국 전통 형식을 사용하는 제조사는 다음과 같다.
- ddrum
- 캠코 드럼 컴퍼니
- 드럼 워크숍
- 그레치 드럼즈
- 루드비히-머서
- 슬링어랜드 드럼 컴퍼니
- 타마 드럼즈

지름과 깊이의 유럽 측정법을 사용하는 제조사는 다음과 같다.
- 브레이디 드럼 컴퍼니
- 마펙스 드럼즈
- 마이늘 타악기
- 펄 드럼즈
- 프리미어 타악기
- 로저스 드럼즈
- 소노
- 야마하 드럼즈

## 같이 보기
- 드럼 연주자
- 타악기
- 리듬 섹션
- 전자 드럼
- 드럼 머신